# 流鉄流山線
流山線（ながれやません）は、千葉県松戸市の馬橋駅と同県流山市の流山駅を結ぶ、流鉄の鉄道路線である。駅ナンバリングに使用される路線記号はRN。

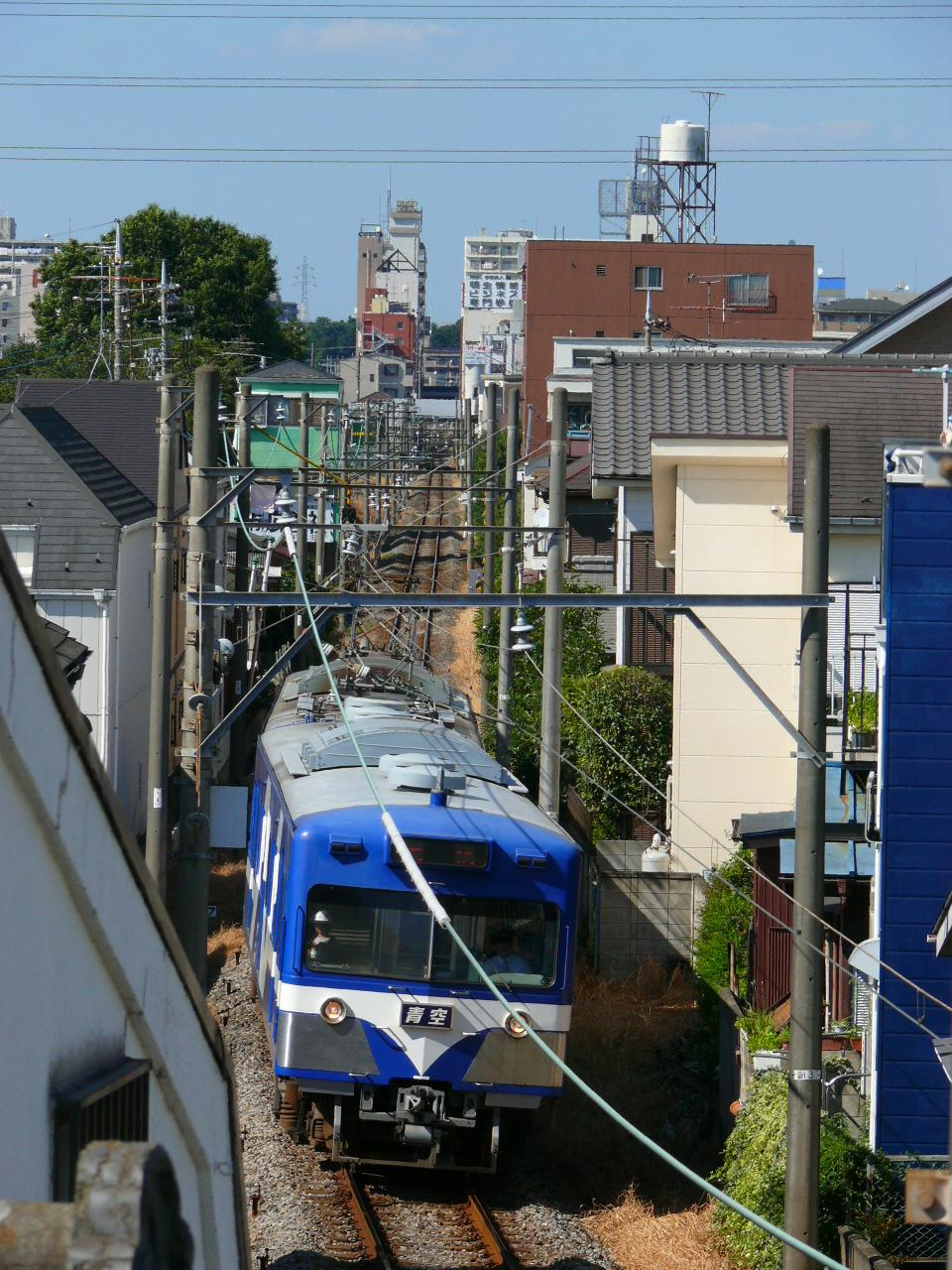
馬橋駅 - 幸谷駅間の住宅街を走る流山線（2007年8月12日）

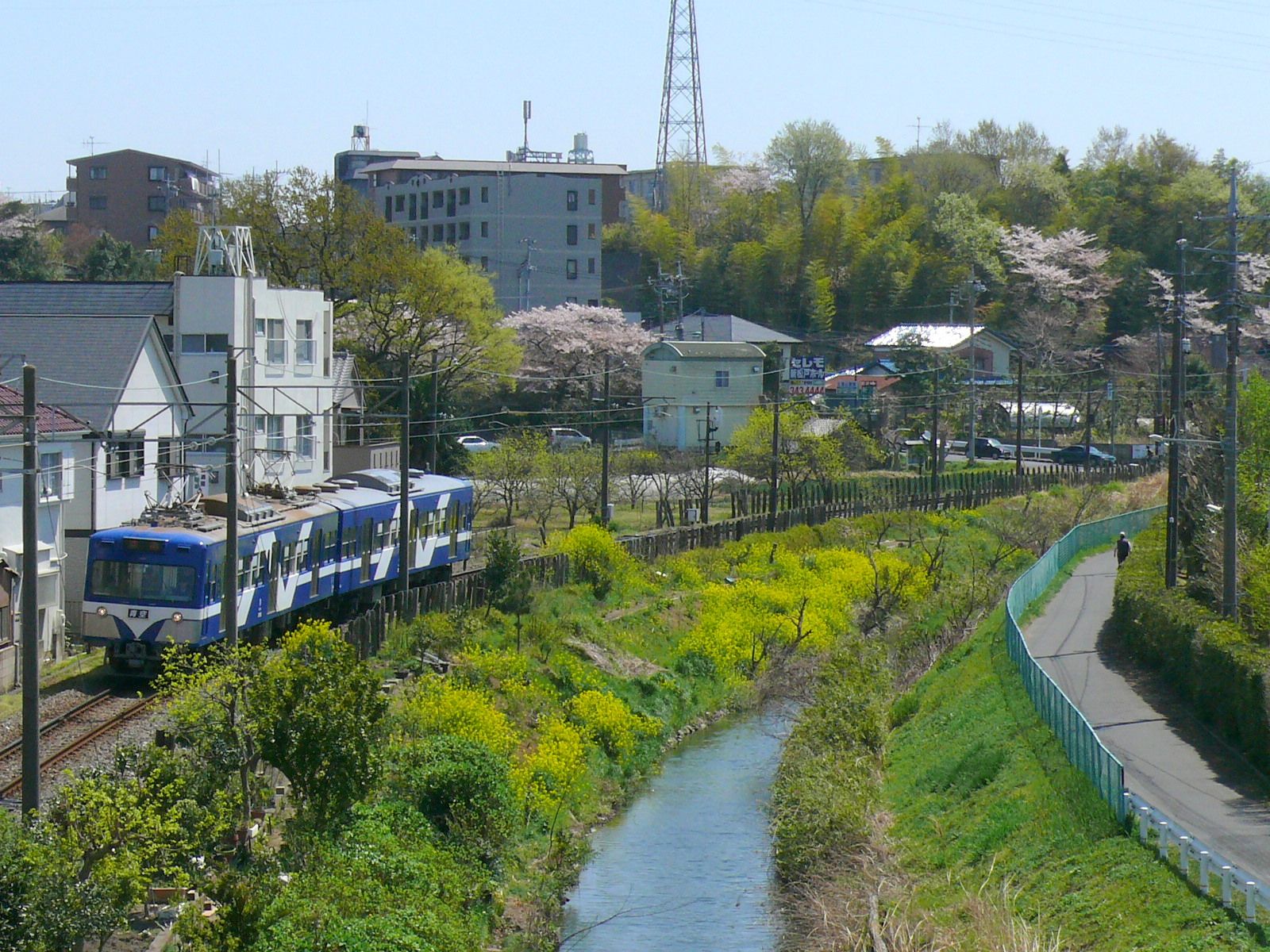
馬橋駅 - 小金城址駅間は坂川支流の新坂川に沿って線路が走る（2009年4月10日）

## 概要
6駅、5.7キロメートルを走る路線で、みりん産業で発展して現在は東京近郊のベッドタウンになっている千葉県流山市中心部とJR東日本常磐線（各駅停車）との乗換駅である馬橋駅を結んでいる。接続するJR常磐線の複々線区間とは対照的に2両編成の電車が走行する、首都圏郊外の単線鉄道である。沿線は1970年代頃までは雑木林や農地などが広がっていたが、その後は沿線の宅地化が進み、東京都区部への通勤の利用が増加した。
運行会社の流鉄株式会社は2008年8月1日を以て社名変更するまで「総武流山電鉄株式会社」であった。路線の正式名称も「総武流山線」であったが、駅での自動券売機・路線図の表記やアナウンスでは、もっぱら「流山線」を使用していた。社名変更にあわせて「流山線」が正式な路線名となったが、JR常磐線との乗換駅である馬橋駅の乗り場案内標識や車内掲示の路線図では従来より「流山線」となっていたため、変更する必要は生じなかった。
| 写真「沿線の宅地化」（鰭ヶ崎駅付近）1977年→1986年 | 写真「沿線の宅地化」（鰭ヶ崎駅付近）1977年→1986年 | 写真「沿線の宅地化」（鰭ヶ崎駅付近）1977年→1986年 |
| ------------------------------------------------- | ------------------------------------------------- | ------------------------------------------------- |
|                                                   |                                                   |                                                   |

### 路線データ
- 路線距離（営業キロ）：5.7 km[6]
- 軌間：1067 mm[6]
- 駅数：6駅（起終点駅含む）[6]
- 複線区間：なし（全線単線）
- 電化区間：全線（直流1,500 V）

停車駅

- 閉塞方式：自動閉塞式（1982年にタブレット閉塞式から変更[7]）
- 保安装置：ATS[8]
  - 誤出発防止装置（馬橋、小金城趾、流山の各駅に2003年から設置）
  - 終端駅過走防止装置（馬橋駅と流山駅に2003年から設置）
  - 誤進入防止装置（小金城趾駅に2009年から設置）
  - 他、運行車両の約3割（2両）に運転士異常時列車停止装置、列車無線装置を装備。
- 交換設備のある駅：小金城趾駅
- 車両基地所在駅：流山駅
- 最高速度：55 km/h[1]
- IC乗車カード対応区間：なし

## 駅一覧
- 全駅千葉県に所在。
- 駅番号は2018年5月から順次導入。
- 全駅に駅員終日配置、全駅で出集札を終日実施（改札（入鋏）は省略）。
- 駅周辺など各駅の詳細は各駅の記事を参照。
- 線路 … ∨・∧：両端の駅、◇・｜：単線区間（◇は列車交換可能）
馬橋駅ではJR東日本常磐線（快速線下り線）と線路がつながっている（車両輸送用。ただし受け渡し先は第二種鉄道事業者の日本貨物鉄道）[9]。

| 駅番号 | 駅名       | 駅間キロ | 累計キロ | 接続路線                                    | 駅周辺                       | 線路 | 所在地 |
| ------ | ---------- | -------- | -------- | ------------------------------------------- | ---------------------------- | ---- | ------ |
| RN1    | 馬橋駅     | -        | 0.0      | 東日本旅客鉄道： 常磐線（各駅停車） (JL 24) | 萬満寺                       | ∨    | 松戸市 |
| RN2    | 幸谷駅     | 1.7      | 1.7      | ※                                           | 流通経済大学新松戸キャンパス | ｜   | 松戸市 |
| RN3    | 小金城趾駅 | 1.1      | 2.8      |                                             | 大谷口歴史公園               | ◇    | 松戸市 |
| RN4    | 鰭ヶ崎駅   | 0.8      | 3.6      |                                             | 東福寺                       | ｜   | 流山市 |
| RN5    | 平和台駅   | 1.5      | 5.1      |                                             | 一茶双樹記念館               | ｜   | 流山市 |
| RN6    | 流山駅     | 0.6      | 5.7      |                                             | 近藤勇陣屋跡                 | ∧    | 流山市 |

※幸谷駅接続または新松戸駅を発着地とする馬橋駅接続の連絡運輸の設定はない。

## 運賃
大人旅客運賃（小児半額・10円未満切り上げ）。2024年4月1日改定（単位：円）。定期運賃は1か月の金額を記載。交通系ICカード（Suica・PASMO等）は使用できない。目的地までの切符を購入する必要がある。
| キロ程     | 普通運賃 | 通勤定期 | 通学定期 |
| ---------- | -------- | -------- | -------- |
| 初乗り2 km | 140      | 5600     | 3980     |
| 3          | 150      | 6050     | 4310     |
| 4          | 190      | 7000     | 4990     |
| 5※         | 200      | 7940     | 5660     |
| 6          | 220      | 8870     | 6320     |

※4 kmを超え5 kmまでの運賃（200円区間）は設定のみで適用区間は実際には存在しない。
慢性的な赤字解消のため、2024年4月1日に運賃改定が実施された。消費増税分を除くと、値上げは1989年10月以来、34年半ぶり。

## 運行形態

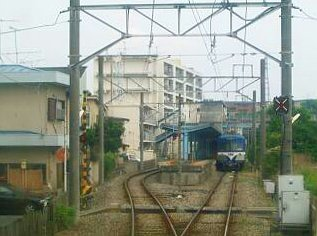
列車交換設備のある小金城趾駅

全列車が2両編成、ワンマン運転の普通列車（各駅に停車）で区間運転はなく、馬橋駅 - 流山駅間の全線を行き来する。列車交換は交換設備がある途中の小金城趾駅で行う。全線所要時間12分。昼間は20分間隔、朝と夕方は15分間隔、土休日の夜間は15 - 20分間隔で運行されている。
1990年11月18日から2009年6月20日までの18年7か月間、ダイヤ改正が行われなかった。この間、接続するJR東日本を始め、日本の多くの事業者が完全週休二日制の普及に伴い土曜日を休日ダイヤで運転するようになったが、本路線では土曜日も平日ダイヤでの運転を行っていた。
2009年6月21日のダイヤ改正で、昼間時間帯のワンマン運転開始と終日にわたる運転間隔の均等化を実施した。その7か月後の2010年1月23日には、始発列車の繰り上げ（流山駅発4時55分）と最終列車の繰り下げ（馬橋駅発翌0時17分）、夜間帯の増発と終日ワンマン運転の実施とともに、土曜日を休日ダイヤに変更するダイヤ改正を実施した。
2023年7月1日にダイヤ改正が行われた。早朝、夜間帯の本数削減、JR線との接続改善、日中の運転間隔均等化を行った。

## 利用状況
流山線沿線は、1993年度をピークに収益・乗車数とも減少傾向が続いている。日本の他の公共交通機関の例に漏れず少子高齢化（通勤・通学者の減少）の影響もあるが、2000年以降の流山市の人口急増を鑑みると、後述の他の交通機関に乗客が奪われている影響も大きい。
1973年の国鉄（後のJR）武蔵野線開業を皮切りに、1986年の新京成電鉄バス路線「幸田線」の開業（後に松戸新京成バスに移管）、2005年の首都圏新都市鉄道つくばエクスプレス (TX) の開業など競合交通機関の登場が相次ぎ、ただでさえ限られた規模の沿線地域から旅客を奪われる状況となっている。輸送人員はピークだった1993年の約611万人から、TX開業翌年の2006年には約349万人、さらに新型コロナウイルス感染症の影響を受けた2020年には約225万人に減った。
特にTX開業による打撃は大きく、2005年度の年間乗車人員が前年度2004年度に比べて約16%も減少、特に流山駅では1日の利用客が50%近く減少した。流山駅はTXの流山セントラルパーク駅と約1.3km、鰭ヶ崎駅に至ってはJR・TXの南流山駅と約0.9kmしか離れておらず、相当数の沿線在住者が東京都区部へ乗り換えの必要がないTXに流出したと見られる。
このため流鉄では、2005年度末から2両編成の車両をワンマン対応に改造するなどの工事を行い、ワンマン運転化を進めた。ただし、ワンマン化には経費が約1,500万円かかるといい、中期的な合理化であるとしている。2006年5月17日から比較的乗客の少ない昼間に限り一部列車でワンマン習熟訓練を実施し、2009年6月21日のダイヤ改正より昼間時の列車をワンマン化、2010年1月23日にはワンマン運転完全実施となった。
この他、千葉県柏市に流鉄の不動産を売却して鉄道事業の損失を補うなどの対策を採っている。一方、流山市としては地域おこしと合わせた活性化策を実施している。駅や車庫、指定した列車内などで撮影できるコスプレイベント、「流鉄ビア列車」運行など観光鉄道的な取り組みを行いつつ、流山駅隣に交流スペースを設けて、流山市に流入する子育て世帯の利用増を図っている。2021年12月には、車両不具合に伴い苦肉の策として赤色と黄色の車両を連結して混色編成で運行したところ、ケチャップと薄焼き卵を連想させ「オムライスみたい」と逆に話題になり、この色の組み合わせを「オムライス電車」と名付けて記念グッズ販売、オムライスのイラストを描いたヘッドマーク設置、沿線でオムライスを提供する飲食店の募集を展開するなど、逆境を利用した増収策にも取り組んでいる。なお「オムライス電車」の運行は2023年8月に終了している。

### 混雑率・集中率
最混雑区間は小金城趾駅→幸谷駅
| 年度               | 最混雑区間輸送実績 | 最混雑区間輸送実績 | 最混雑区間輸送実績    | 最混雑区間輸送実績 | 最混雑区間輸送実績 | 最混雑区間輸送実績 | 特記事項                                      |
| 年度               | 時間帯             | 運転本数           | 輸送力（1両当り）：人 | 輸送量：人         | 混雑率             | 集中率             | 特記事項                                      |
| ------------------ | ------------------ | ------------------ | --------------------- | ------------------ | ------------------ | ------------------ | --------------------------------------------- |
| 1989年（平成元年） | 7時-               | 3両×5本            | 2035(136)             | 2683               | 132%               | 18%                |                                               |
| 1996年（平成8年）  | 7時-               | 3両×5本            | 2035(136)             | 2714               | 133%               | 17%                |                                               |
| 2002年（平成14年） | 7:10-              | 3両×5本            | 2440(163)             | 2296               | 94%                | 15%                | 車両自体に変化はないので 1両136名の場合は110% |

## 歴史

### 沿革

#### 日本鉄道土浦線 田端 - 土浦間開業
1896年（明治29年）12月25日、日本鉄道土浦線（後の常磐線）田端駅 - 土浦駅間が開通し、松戸駅が新設された（「日本鉄道開業の歴史」参照）。それに伴い、流山町の人々も松戸駅まで約2時間徒歩で向かい、鉄道を利用した。当時は江戸川などを経由する和船や蒸気船による旅客運送がまだ現役だったが、東京の両国まで数時間かかり、また、1 - 2時間の遅延が頻発した。それに比べて鉄道は40 - 50分で済み、時間も正確であった。1898年（明治31年）には馬橋駅が開業し、流山から徒歩1時間半で鉄道を利用できるようになる。その後、1911年（明治44年）になると北小金駅が開業し、流山から鉄道駅まで徒歩1時間になり、流山の人々の喜びは一入であった。このような交通事情の変化のもと「流山町にも鉄道を」という気運が湧き上がってきた。

#### 鉄道敷設免許申請と流山軽便鉄道株式会社設立
鉄道敷設免許申請
1912年（大正元年）、秋元平八ら31名（その後、8名増える）の商工人が発起人となり、鉄道建設の行動を起こし、流山の人々の多くが賛成した。そして、同年9月17日に鉄道敷設免許申請を提出し、1913年（大正2年）7月1日付で認可された。1912年（大正元年）の申請時の資本金は5万5千円であったが、行政側からの命令により資本金を7万円に増資して免許を取得する。
流山軽便鉄道株式会社設立
1913年（大正2年）11月7日、流山軽便鉄道株式会社設立。同日、流山町で会社の創立総会を開催し、都築六郎が初代社長に就き、同年11月20日に東京地方裁判所において会社登記を行う。会社の本社は、当初は東京市神田連雀町18番地にあり、鉄道建設申請の受付窓口は東京府庁にあった（本社は1967年（昭和42年）5月、流山に移転した）。

資本金は7万円で、株主数は116人であった。会社創立時の役員は以下のとおり。
- 取締役 - 都築六郎（社長、東京出身）、岡本文平（東京の技術者）、田中長次郎、大川角蔵（馬橋村の米穀商）、吉場利右衛門
- 監査役 - 子爵・桜井義功、鈴木金左衛門（流山の金物商・町議会議員）、富山久太郎（埼玉県早稲村[30]の大地主）
- 相談役 - 堀切紋次郎（流山の醸造業者・町議会議員）、秋元平八（醸造業者・町議会議員）、秋元三左衛門（醸造業者・町議会議員）、中村権次郎（流山の砂糖・金物商で流山銀行頭取）
- 評議員 - 大川五兵衛、森田音次郎（流山の醤油醸造業者）、染谷兼三郎（流山の米穀商）、松本幾太郎（流山の材木商）、葛木栄橘

このような経営陣で会社を運営し、鉄道用地の買収を開始する。
株による資金調達の状況は、流山駅前にある商店店主の話によると以下のようなものであった。

「このあたりの商店もみんなで株を買ったものです」（商店店主）

本鉄道は役員・社員に地元住民が多く、流山町長が取締役に就任していたことなどから、町民のための鉄道ということで「町民鉄道」と呼ばれていた。この時の出資者が一株株主に至るまで流山居住の人々であったことから「町民鉄道」の名称が当鉄道の代名詞のように使われるようになったが、利益の見込めない地方鉄道に他地域の人々が出資することは稀であるため、祭りの寄付金のような一種の地域分担金として流山の住民が所得に応じて株を購入し、出資に応じたのである。

#### 鉄道用地買収から軽便鉄道開業まで
用地買収と建設費
1914年（大正3年）の前半までに鉄道用地買収は完了した。買収した総面積は4丁4反2畝11歩（約43,871m2）、買収費用は11,880円38銭6厘（11,800.386円）、建設費は80,274円92銭（80,274.92円）であった。

同年3月には工事認可が出て、会社は工事を開始する。鰭ヶ崎付近を除くとほとんどが平地なので工事は順調に進んだが、馬橋駅構内の工事の進捗に遅延が生じ、会社は何度も工事竣工延期願を担当の役所に提出している。
軽便鉄道（軌間762mm）開業
1916年（大正5年）2月に工事が完了し、3月13日には営業開始準備が完了。会社は政府の許可を得た翌日の3月14日に営業を開始する。開業時の乗車賃の記録は残っていないが、地元の古老の記憶によると、流山駅 - 馬橋駅間（5.7キロメートル）は12銭（0.12円）であったという。当時は上野駅 - 馬橋駅間（21.3キロメートル）が18銭（0.18円）、上野駅 - 北小金駅間（24.2キロメートル）が21銭（0.21円）であった。

鉄道業務に関わる人員の構成は、書記2名、主任技術者1名、駅長1名、助役1名、車掌2名（うち1名は助役を兼任）、駅員2名、機関庫主任1名、機関士1名、機関助手1名、給炭・給水職員1名、清掃職員2名、保線職員4名である。
同年2月、流山鉄道開設記念協賛会が『流山案内』を発行し、それには次のように書かれている。

「流山軽便鉄道は、国鉄常磐線馬橋駅を起点にし、流山町（流山駅）を終点とする旅客と貨物の輸送を目的として敷設された路線であり、流山町と国鉄常磐線を結ぶ唯一の交通機関である」（『流山案内』）

#### 軽便鉄道営業と社名変更（流山鉄道へ）
開業当初の経営状況
開業時の駅は、馬橋駅、大谷口駅、鰭ヶ崎駅、流山駅の4駅で、機関車2輛と客車2輛、貨車2輛で営業を開始する。開業当初の経営状況は苦しく、蒸気機関車の燃料である石炭が時々底を突き、当鉄道の重役などが経営するみりん会社などから石炭を借用することもあった。石炭が入手できないときは「本日汽車休み」の貼り紙が流山の町の主要な場所に張り出されたという。
1916年（大正5年）3月14日から12月31日までの業績
開業の年の1916年（大正5年）3月14日から12月31日までの乗客数は50,508人であった。季節により乗客数に変動があり、3月と4月は旅客と貨物は好調であったが、5月と6月は農繁期のため乗客数は少なかった。農村地域を走る小さな鉄道のため、農繁期など季節の影響を諸に受ける鉄道であった。意外なことに流山の人々は当初は鉄道をあまり利用せず、今までどおり徒歩で移動したり荷車を引いて荷物を運んだりしていた。当時の会社の営業報告書には次のようにある。

「徒歩や荷車を引くような昔ながらの方法を引き続き行い、時間と労力を無駄にすることを考えない地方にありがちな因習を未だに打破できない…」（営業報告書）

しかし、年を追うごとに乗客数、貨物輸送量ともに増加していく。
乗客数貨物輸送量推移と社名変更（流山鉄道へ）
乗客数と貨物輸送量は下記の表のように年々増加していく。また、改軌前（軌間762mm時代）の1922年（大正11年）には社名を流山鉄道に変更している。
| 西暦（和暦）       | 乗客数（人） | 貨物輸送量（トン） | 世の中の動向                                                |
| ------------------ | ------------ | ------------------ | ----------------------------------------------------------- |
| 1916年（大正5年）  | 50,508       | 不明               | 3月14日、本鉄道開業（流山軽便鉄道、軌間762mm）。            |
| 1917年（大正6年）  | 76,595       | 1,569              |                                                             |
| 1918年（大正7年）  | 81,483       | 1,898              | 11月、第一次世界大戦終結。                                  |
| 1919年（大正8年）  | 92,577       | 2,367              |                                                             |
| 1920年（大正9年）  | 98,783       | 2,171              | 同年後半、第一次世界大戦後の不況が顕在化（戦後恐慌）。      |
| 1921年（大正10年） | 99,573       | 2,232              |                                                             |
| 1922年（大正11年） | 114,160      | 2,638              | 社名を流山鉄道に改称。平和記念東京博覧会開催。              |
| 1923年（大正12年） | 129,607      | 7,750              | 関東大震災。江戸川改修工事。 陸軍糧秣本廠流山出張所が着工。 |
| 1924年（大正13年） | 139,879      | 6,217              | 本鉄道、軌間762mmから1067mmへ改軌。                         |
| 1925年（大正14年） | 158,016      | 8,638              | 6月、陸軍糧秣本廠流山出張所の建設工事完成。                 |

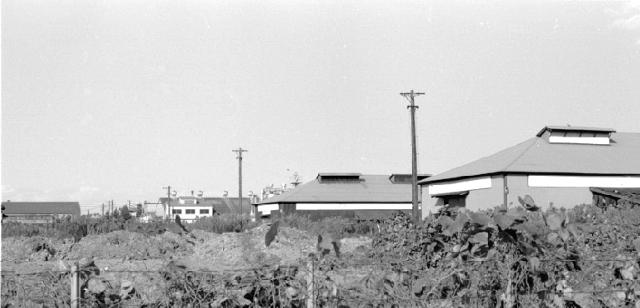
1977年当時の陸軍糧秣本廠流山出張所跡地（1977年11月23日）

乗客数と貨物輸送量が増加した大きな要因は1914年（大正3年）に始まった第一次世界大戦である。日本は特需により大戦景気を迎え、旅客および貨物の輸送量が増加し、その影響は本鉄道にも及んだ。1918年（大正7年）11月の第一次世界大戦終結後も日本経済は好調で、鉄道輸送も好調であった。大戦後の不況が顕在化したのは1920年（大正9年）の後半であるが、本鉄道では流山の人々が鉄道を利用することがごく普通のこととなってきており、1922年（大正11年）に東京の上野公園で開催された平和記念東京博覧会への見物には本鉄道を利用した。1923年（大正12年）に行われた江戸川改修工事のために多数の工事関係者が本鉄道を利用し、また、関東大震災により人や物資の移動が活発となり、これらが本鉄道の乗客数、貨物輸送量増加の要因となった。そして、同年には現在の平和台駅付近の南西側に陸軍糧秣本廠流山出張所の建設工事が始まり、工事関係者や建設資材の輸送量が増加し、本鉄道は第一次世界大戦後の不況や関東大震災による経済的損失を被ることなく、むしろ業績は好調であった。陸軍糧秣本廠流山出張所が建設されたことにより、本鉄道は軍用鉄道として位置付けされることになる。

#### 改軌（軌間1067mm）から電化まで
改軌（軌間1067mm）

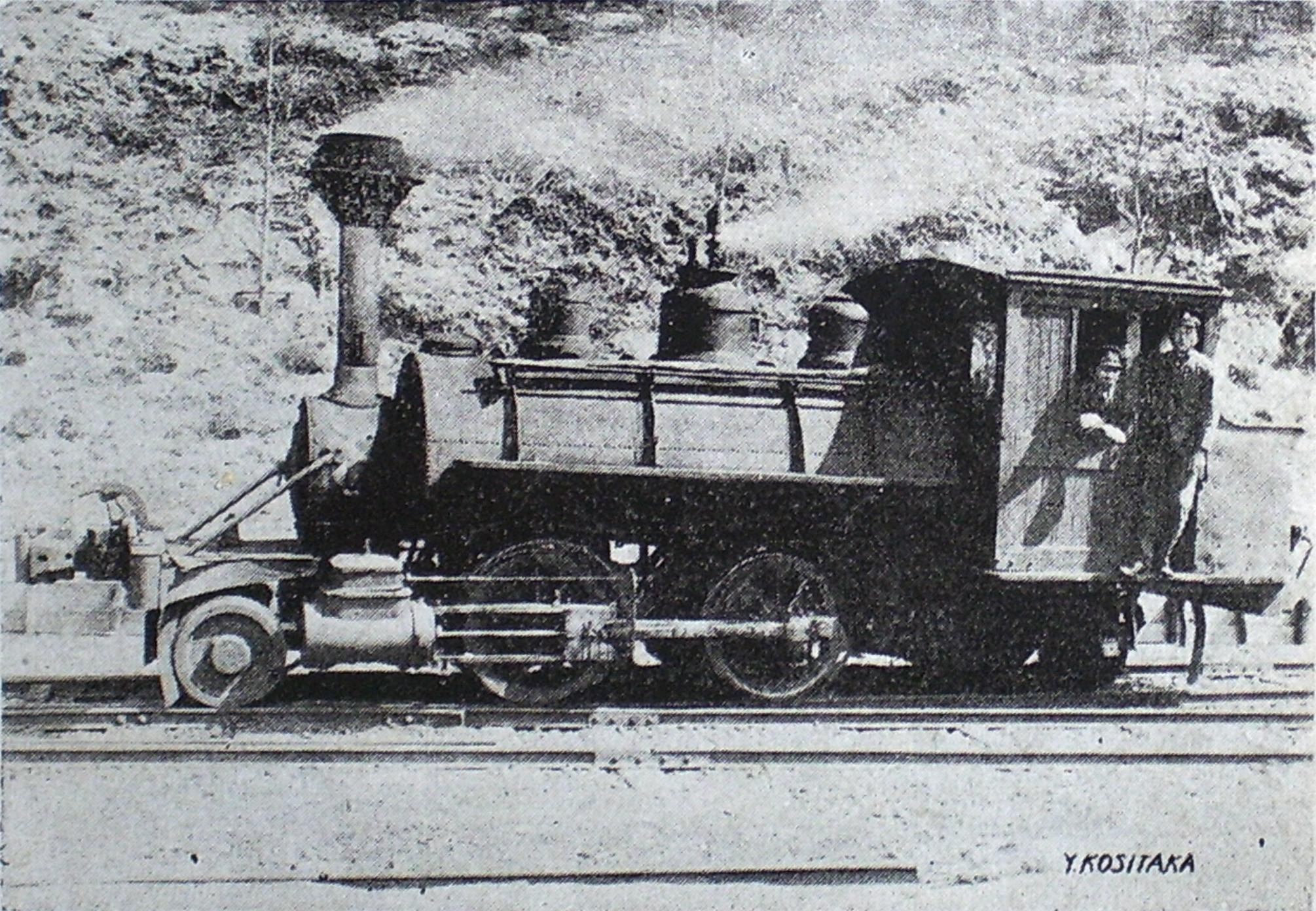
改軌時に入線した蒸気機関車（腰高康治）

1924年（大正13年）12月、軌間を762mmから1067mmに改軌し、国鉄貨車の直通を可能にした。その拡張工事費用を賄うため、前年の1923年に資本金を7万円から20万円に増資、株式数は1400株から4000株となった。この改軌は陸軍糧秣本廠流山出張所が完成する前年であり、陸軍の出張所へは現在の平和台駅付近から引込線が敷設され、貨物輸送量が飛躍的に増加した。1927年（昭和2年）5月には田中鉱山出身の工学博士・中大路氏道が取締役社長に就任。また改軌時に蒸気機関車No.15とNo.16が入線した。サドルタンクにダイヤモンド形の火の粉止め付き煙突という特異な形態の本機は映画『牛づれ超特急』に出演する。蒸気機関車のほかに、明治期の旧型の木造2軸客車2輛と貨車2輛を国鉄から購入して営業を開始している。その後、1936年（昭和11年）1月には中大路の後任として同じく田中鉱山出身の村田三郎が社長職に就いた。
1938年（昭和13年）にNo.15とNo.16の交替でNo.1255が入線する。1933年（昭和8年）にキハ31、1934年（昭和9年）にキハ32のガソリンカーも入線する。当初、キハ32には当時の燃料事情の都合により木炭ガス発生装置が装備されていたが、後に撤去される。
本鉄道を訪れた大木貞一は雑誌『鉄道趣味』1933年（昭和8年）9月号に、

「（馬橋発のガソリンカーには）客は私のほかに爺さんだけ、途中の三駅は客がなければさっさと通過する。…流山発のガソリン車に客は私一人、中間駅は（乗降客がいないため）皆通過し」（大木貞一）

と本鉄道訪問記を寄稿しているほど閑散で、当時の年間乗客数は7万9千人であった。
太平洋戦争中の出来事
太平洋戦争中の流山町は本鉄道と陸軍糧秣本廠流山出張所など各種の軍事施設があり、軍都の役割を果していた。そのため流山町は米軍から攻撃目標とされた。1942年（昭和17年）4月18日には空母ホーネットを発艦したB-25爆撃機が上空を通過し、これが流山町上空に現れた初の米軍機であった（ドーリットル空襲）。1944年（昭和19年）後半からは、B-29爆撃機や空母艦載機による日本本土空襲が本格化。特に帝都東京は繰り返し標的となり（東京大空襲）、1945年（昭和20年）2月24日の午後8:30頃に東京から鹿島灘に向かった1機のB-29が約10発の爆弾を流山町各地に投下した。翌25日の午前には関東地方一帯が空母艦載機により攻撃され、同日午後にはB-29が東京を攻撃した。同日のB-29は低空飛行をしたために日本軍の迎撃により撃墜されるものも出て、そのうちの1機が流山の初石地区に墜落した。また、パラシュートによる乗員脱出もあり、同町に隣接する柏町では米兵が逮捕された。7月10日朝には米軍艦上機の攻撃により東初石で犠牲者が出る。このような戦況のなか、同月17日には米艦載機により本鉄道の列車が攻撃されて機関士が重傷を負い、列車には約40ヶ所に着弾した跡があった。
戦後の動力エネルギー事情と電化の経緯

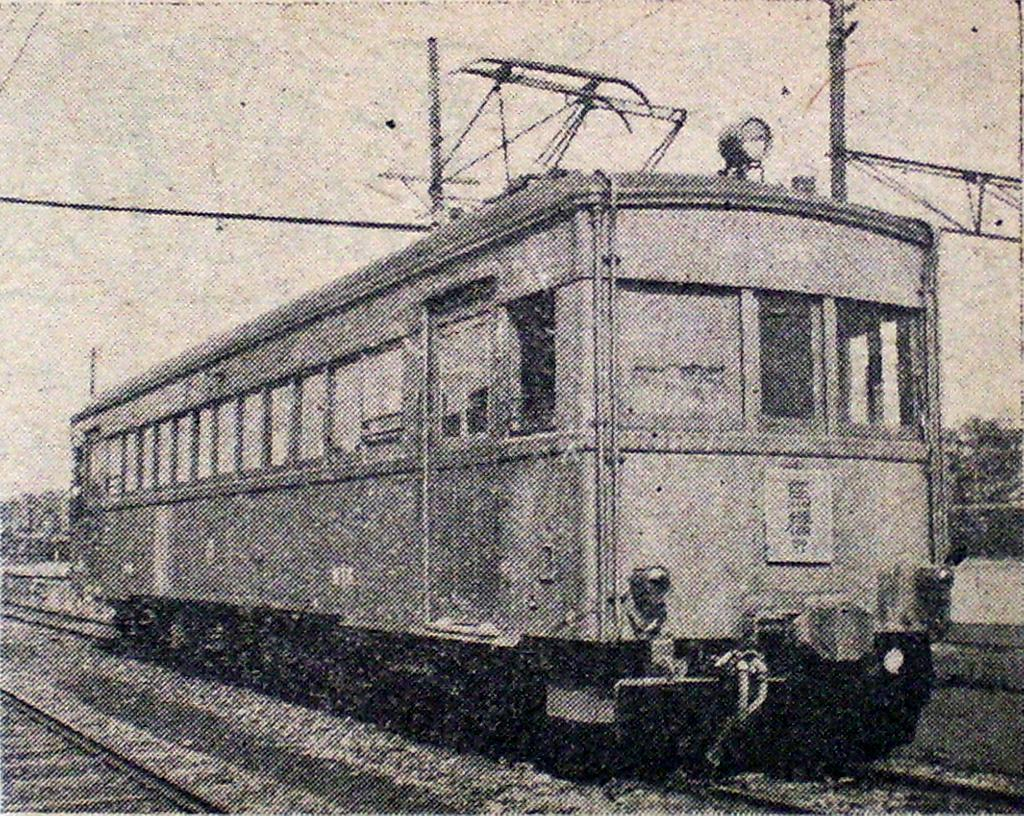
電化時に入線したモハ102（馬橋駅、伊藤昭）

太平洋戦争直後は燃料となる石炭やガソリンが不足しており、列車の運行がままならぬ状況であった。その打開策として動力エネルギーを経費が安価で比較的入手しやすい電力に移行することになった。1949年（昭和24年）12月に電化が完了し、国鉄から直流1,500Vの電力を購入し、電車3輛で運行を開始する。国鉄常磐線は同年6月1日に松戸駅 - 取手駅間が電化済み。電化に際しては、1947年（昭和22年）に公選で初めて流山町長になった中村寛次が電化のための活動を開始する。5.7キロメートルの営業路線で変電所を建設したのでは採算に合わないため、常磐線松戸駅 - 取手駅間が電化されたら、その電力を融通してもらうために早くから参議院議員小野哲（あきら）（元・千葉県官選知事）に陳情し、当時の運輸省の上層部に働きかけてもらい、部長級官僚への働きかけは千葉県選出の参議院議員山崎亘（わたる）に行ってもらった結果、国鉄から電力を供給してもらえることになった。日本の電化私鉄のなかで、変電所を持たない電化私鉄は本鉄道だけであった。
電車検修場改築
| 電化時に新築された電車庫。中央写真の上部に写っている建物は流山市役所（1979年4月15日） |  | 電化時に新築された電車庫。中央写真の上部に写っている建物は流山市役所（1979年4月15日） |  | 電化時に新築された電車庫。中央写真の上部に写っている建物は流山市役所（1979年4月15日） |
| 電化時に新築された電車庫。中央写真の上部に写っている建物は流山市役所（1979年4月15日） |  |                                                                                       |  |                                                                                       |

電車庫は1949年（昭和24年）12月26日の電化運転に合わせて建設し、1978年（昭和53年）10月26日に検車庫構内の土留め工事を施工、1979年（昭和54年）12月に検車庫内にピットを新設。そして1981年（昭和56年）12月16日に検車庫を改築する。
輸送量の推移
1946年（昭和21年）の乗降客数は前年とほぼ同じで100万人台を維持したが、翌年から減少が続いた。しかし1951年（昭和26年）には110万人台まで回復し、以後乗降客数は伸び続ける。
貨物輸送量は太平洋戦争敗戦後から減少し始めたが、1950年（昭和25年）の朝鮮戦争の影響により軍需物資の需要が増加したため朝鮮戦争前年には増加に転じる。貨物輸送量は次のように推移していく。1945年（昭和20年）約8万7千トン、1946年（昭和21年）約6万トン、1947年（昭和22年）約3万7千トン。朝鮮戦争前年の1949年（昭和24年）は約5万6千トンまで一時的に増加するが、朝鮮戦争が停戦になると再び減少していき、1955年（昭和30年）には3万7千トン台になる。

#### 乗客数増加と社名変更（流山電気鉄道、流山電鉄へ）
乗客数増加と社名変更（流山電気鉄道へ）

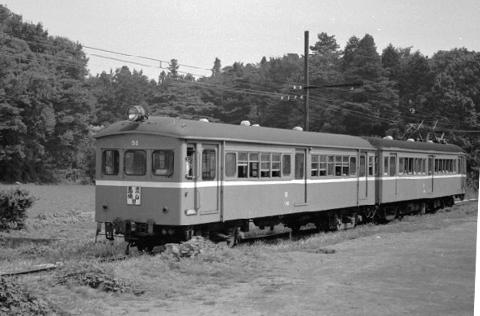
写真右手前は造成されて更地化。2004年時点では舗装道路。列車は馬橋駅行クハ52+モハ1001（平和台駅 - 鰭ヶ崎駅間、鰭ヶ崎駅付近、1977年9月4日）

電化後の1951年（昭和26年）11月28日、社名を流山電気鉄道と改称。当時の年間乗客数は119万6千人。1962年（昭和37年）度は200万人超。1966年（昭和41年）度には313万9千人。これは本鉄道沿線の宅地開発が行われたためである。1974年（昭和49年）には4百万人台にまで増加するが、翌年は約364万まで減少する。同年の乗客数減少の一因には流山市立鰭ヶ崎小学校の開校により、流山線を通学に利用していた小学生の減少がある。しかし1976年（昭和51年）には400万人台まで回復した。
貨物輸送量の減少
貨物輸送量は減少を続け、1960年（昭和35年）約2万5千トン、1961年（昭和36年）は約2万3千トン。1965年（昭和40年）は1万トン台、1966年（昭和41年）には5千トン台まで減少する。貨物輸送量減少の原因は道路網の整備によるトラック輸送への転換である。また、沿線にある酒造工場の一つが休業になったことも一因である。同年はキッコーマン酒造工場への引込線が撤去される。この引込線は1929年（昭和4年）に流山駅から堀切家が経営する工場まで敷設されたもので、原料と製品の輸送に使用された。国鉄武蔵野線の建設が始まるとその建設資材輸送に流山線が使用され、貨物輸送量は多少増加し、1968年（昭和43年）約9千9百トン、1971年（昭和46年）約3万7千トン、1972年（昭和47年）約3万6千トンになる。しかし武蔵野線が完成すると貨物輸送量は激減し、1973年（昭和48年）には約1千6百トン、1975年（昭和50年）は約940トンとなった。そして1976年（昭和51年）度（年度末は1977年3月31日）を最後に貨物輸送を廃止する。
列車交換設備整備と社名変更（流山電鉄へ）

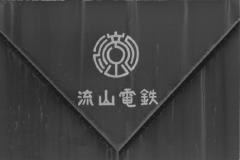
ワム301のドアに記された旧社名と社紋（流山駅、1979年4月15日）

1967年（昭和42年）5月、本社を流山に移転し、同年6月20日、社名を流山電鉄に変更。同年7月1日から輸送量を倍増するために、小金城趾駅に列車交換設備を整備し、一日の列車本数を上下各32本から各46本に増発した。朝の通勤通学時間帯は、馬橋駅と流山駅の両駅では、列車が到着すると隣のホームで発車時刻待ちしていた列車がすぐに発車する運行形態をとった。

#### 経営陣交替と社名変更（総武流山電鉄へ）
1971年（昭和46年）1月20日、社名を総武流山電鉄と改称。経営陣も交替が激しく、平和相互銀行の小宮山グループの傘下に入り、第2位の株主はのちに銚子電気鉄道のオーナーとなる内野屋工務店である。
国鉄武蔵野線開業の影響

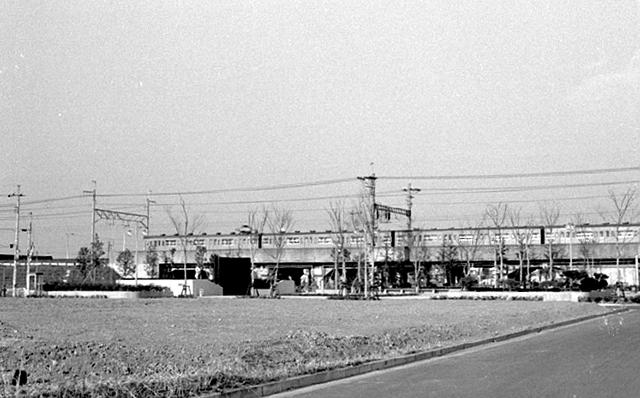
開業5年後の武蔵野線南流山駅（高架ホームに停車中の列車は101系、1978年2月25日）

1973年（昭和48年）の国鉄武蔵野線開業の影響により、乗客数の伸びは今までのように急増はしていない。
1970年代半ばの収益
1976年（昭和51年）度の鉄道部門の収入は2億7千万円である。当時の経済状況はインフレであったが、このような状況下でこの収入であることから、当鉄道の規模の小ささがわかる。この頃、当鉄道では70歳以上の流山市民の乗車賃を無料にしていた。

#### 増発と車輛増備
1978年（昭和53年）以降は西武鉄道から18輛の車輛を譲り受け、各編成ごとに車体のカラーリングを変えて、オレンジ色の「流星」、青色の「流馬」、銀色の「銀河」、若草色の「若葉」、黄色の「なの花」、赤色の「あかぎ」という愛称が付けられた。「青空」は青地に白の「N」の文字をあしらったデザインで、本鉄道初の冷房車である。各編成の愛称は一般公募で決められた。

また、乗客数は伸び続け、1993年（平成5年）度の乗客数は610万人を超え、1996年（平成8年）には一日の列車本数が上下各72本になった。

#### 変電所建設
輸送量の増加に対応して本鉄道は千葉県流山市大字鰭ケ崎に西平井変電所を建設した。

#### 常磐新線の建設計画における首都圏新都市鉄道との対立
流山地区では秋葉原とつくばの間を結ぶ常磐新線（現在のつくばエクスプレス）の整備計画が進められていた。しかし常磐新線は総武流山線の線路を交差するため、鉄道事業法施行規則により、総武流山電鉄の承認や協定締結が必要となっていた。そこで首都圏新都市鉄道は1997年2月、交差部の工事申請にあたり、当時の総武流山電鉄に交差協議を申し入れたが、流山市の調査で、常磐新線開通により総武流山線の利用客が4割減少する見込みであることが判明したことから、総武流山電鉄は協議に入る前提として、30億円の融資、20億円の営業補償などを求めた。これに対し、首都圏新都市鉄道は「交差協議は、交差の構造、技術について話し合う場だ」と主張し、両者の意見が対立したことから交渉は1年以上にわたって中断し、最終的に総武流山電鉄側は1998年、東京簡易裁判所に調停の申し立てを行うに至った。しかし、両者の意見は平行線のまま、調停は2002年6月に不調に終わった。
最終的に、首都圏新都市鉄道側が総武流山電鉄側に経営安定のための融資を行う代わりに、総武流山電鉄が土地使用を認めることで合意し、この問題は解決した。

#### 社名変更（流鉄へ）
2008年（平成20年）8月1日、本鉄道は社名を流鉄に、路線名を流山線に変更した。

### 日本鉄道土浦線敷設に関する逸話
流山軽便鉄道が造られた遠因として、鉄道忌避があったため（常磐線が流山を通らなかった）とする説が過去には通説とされていたことがあった。忌避説が文献に最初に発表されたのは1964年（昭和39年）の『松戸市史』である。その後、忌避説は北野道彦が執筆した『「町民鉄道」の60年』と『総武流山電鉄七十年史』へ受け継がれる。
流山町は醸造と水運で繁栄していた。日本鉄道土浦線（現常磐線）は流山町を通るはずであったが、これに対して流山町では水運業者（当時の水運業者数は十数と推定される）を中心に激しい反対があった。水運業が成り立たなくなってしまうからである。土浦線には醸造業者も反対した。水運には高瀬船を使用していたが、その建造には費用（1隻約3千円と推定される）がかかるため、それを調達するために水運業者は裕福な醸造業者から長期ローンによる借入金に依存していた。そのため、もし鉄道が流山町を通り、水運業が衰退してしまうと、醸造業者は水運業者へ融資した資金の回収が不可能になってしまう。こうのような関係から醸造業者と水運業者の連携が成立したものと考えられる。このようにして、町ぐるみの鉄道反対運動は成功し、流山町を迂回して土浦線は敷設されることになった。
流山市立博物館学芸員山下耕一はこの説を否定している。

### 路線延長計画
本鉄道は路線延長を申請または計画したが、いずれも実現していない。
- 1913年（大正2年）12月13日 - 下記の路線延長を申請[77]。
  - 路線：馬橋 - 中山 (市川市)間。路線長：約12.5 km。軌間：1067 mm。動力：蒸気機関車
  - 路線：流山 - 関宿（現 野田市）間。路線長：約33.6 km。軌間：1067 mm。動力：蒸気機関車
- 1914年（大正3年）- 上記申請が却下される[77]。
- 1923年（大正12年）5月 - 申請（後に却下される）。路線：流山 - 野田 - 関宿間。路線長：約30.2 km[78]
- 1926年（大正15年）10月 - 申請（後に却下される）。路線：馬橋 - 洲崎（当時は東京市）間（経路：馬橋 - 松戸 - 市川 - 行徳 - 砂町 - 洲崎）。路線長：約51.5 km。軌間：1067 mm。動力：直流1,200 V[78]
- 1928年（昭和3年）- 申請：路線：馬橋 - 中山。路線長：約12.6 km[79]
- 1931年（昭和6年）- 上記申請が却下される[79]。
- 1960年（昭和35年）10月 - 申請。計画実現時には社名を「東日本電鉄」に変更する予定だった[80]。
  -  路線A：流山 - 野田市中根間。路線長：約12.4 km
  -  路線B：野田市 - 関宿 - 小山市（栃木県）間。路線長：約44.2 km
- 1962年（昭和37年）12月 - 路線Aの申請を取り下げ[80]。
- 1963年（昭和38年）8月
  - 路線Bの申請を取り下げ[80]。
  - 流山 - 江戸川台間（路線長：約4 km）の延伸を計画[80]。

森口誠之著『鉄道未成線を歩く国鉄編』によれば江戸川に沿って市川 - 松戸 - 流山 - 野田 - 関宿 - 境 - 三和 - 小山を結ぶように計画された「総野線」構想が存在し、実現した暁には流山線は国鉄に買収される計画だった。

### 鉄道建設運動の中心人物 秋元平八
（本節は『「町民鉄道」の60年』（pp.19 - 21）を参考文献とする）

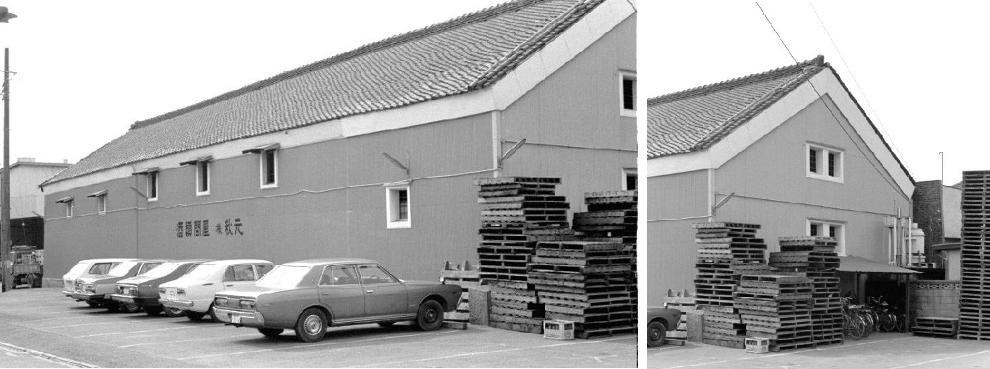
酒類問屋の株式会社秋元（流山市流山、1981年3月13日）

鉄道建設発起人には秋元平八、中村権次郎、鈴木金左衛門、村松喜太郎、秋元三左衛門、堀切紋次郎などの流山の名士が名を連ね、中心となって活動したのが秋元平八である。平八は1869年（明治2年）に流山で生まれ、現在の早稲田大学を出た。「平八」という名前は代々の襲名である。平八の家は秋元家の分家であるが、本家の秋元三左衛門とともに、みりん「天晴（あっぱれ）」の醸造を手掛け、他に醤油も製造していた。
平八は家業にはあまり熱心とはいえず、新し物好きな風流人であったらしい。流山では1900年（明治33年）頃に流行り始めた自転車に夢中になり、自転車を趣味とする人たちの親睦会「曙輪友会」（あけぼのりんゆうかい）が発足した際、その会長の座に就いた。そして現代で言うところのツーリングに出かけたり、各地のロードレースに参加したりした。また、馬場山の一部を切り開いて自転車競技場を建設し、自転車レースも主催した。こうした指導力を持っていたことに起因して、平八が鉄道建設運動の指導者に推されたものと考えられる。
また、平八は俳句も趣味とし、「洒汀」（しゃてい）という俳号を持っていた。文学・美術も好きで小説家や画家とも交流が深く、彼らの後援者でもあった。平八の家には多くの小説家・画家が訪れた。小説家では国木田独歩や田山花袋、画家では岡倉天心や横山大観などである。
平八は1935年（昭和10年）に74歳で亡くなった。

### 蒸気機関車No.1255の被弾
太平洋戦争末期の1945年（昭和20年）7月17日、本鉄道の列車が米軍艦上機の攻撃を受け被弾した。『流山市史研究』には次のようにある。

「昼過ぎに馬橋を出て流山へ向った列車で、当時の大谷口駅（現在の幸谷駅と小金城趾駅の間、大谷口城跡の下）を過ぎたところで遭難した。機関士が左腕に重傷を負った」
—伊藤晃,「証言で綴る　流山と空襲」『流山市史研究』創刊号（1983年）

また、以下のような列車の乗客および乗員の証言がある。
乗客の証言（1）
空襲警報が出ていました。馬橋駅では、「柏方面が空襲されているので危険だ」という情報が流れていましたが、機関士は「怖くない」と流山駅へ向けて出発しました。大谷口駅の先約100メートルのところで駅の職員が何か合図をするのが見えました。その直後に機銃掃射があり、乗客は車内に身を伏せ、それから車外に出ました。米軍機は旋回して来て、機関車だけが被弾したようでした。
乗客の証言（2）
突然銃撃音がして、乗客は車内の後部へ移動しました。米軍機は3回ぐらい旋回して来ました。車外に出ると男性が「汽車の下に入れ!」と言うので、いったん列車の下に入りましたが、近所の農家へ走り、縁の下に身を隠しました。機関士が銃撃を受けて、「戸板!、戸板!」という叫び声が聞こえました。
機関助手の証言

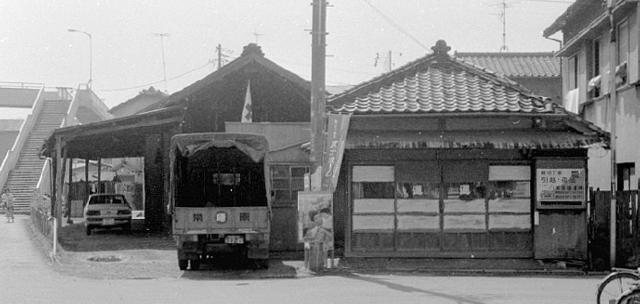
流山駅前の城南通運のトラックと営業所（1979年9月）

主に機関車に攻撃が集中しました。機関車はNo.1255です。列車は12輛編成で、機関車の後部が貨車で、最後尾に客車が1輛の列車でした。貨車には陸軍糧秣本廠流山出張所へ運ぶ乾燥芋などを積載していましたが、機関車の後部の貨車の3輛目までが被弾しました。米軍機の最初の攻撃は西側からあって、低空飛行で銃撃してきました。高度は約50メートルぐらいでした。当時は馬橋駅に転車台がなくて、機関車をバック運転させて流山駅へ向っていました。「Aさん（機関士）、米軍機が来たら列車を止めて降りよう!」と叫ぶと、機関士は列車を止めました。私は機関車から飛び降りて、車掌に「乗客に車輛の下に入るように指示して!」と言ってから機関車に戻ると、機関士が上腕部に被弾していました。銃弾は貫通しており、腕がぶらついていました。乗客のBさん（鉄道省勤務）がかけつけて来て、私と二人で近所の農家へ機関士を連れて行き、そこで布をもらって止血して、機関士にはその農家にいてもらいました。機関車に戻ってみるとタンクから水が漏れていましたが、Bさんと二人で蒸気圧がゼロになるかもしれない機関車を流山へ向けて走らせました。機関士は城南通運のトラックで柏の病院へ運ばれましたが、被弾した腕を切断することになりました。

### 年表
- 1912年（大正元年）9月17日 - 鉄道敷設免許申請を提出[24]。
- 1913年（大正2年）
  - 7月1日 - 流山軽便鉄道発起人に対し鉄道敷設免許状下付[25][26]。
  - 11月7日 - 流山軽便鉄道株式会社設立[24]。本社の所在地は東京市神田連雀町18番地[25]。創立株主総会を千葉県流山町1303番地で開催。資本金7万円[86]。
- 1914年（大正3年）
  - 1月6日 - 東京市下谷区から本社を移転[87]。
  - 10月10日 - 本店を東京市下谷区谷中清水町17番地に置く[87]。
  - 12月23日 - 本店を東京市麹町区有楽町3丁目1番地へ移転[87]。
- 1916年（大正5年）
  - 3月4日 - 試運転[88]。
  - 3月14日 - 馬橋駅—流山駅間開業（路線長 5.7 km、軌間 762 mm、軽便鉄道）。開業時の駅は次の4駅：馬橋駅、大谷口駅、鰭ヶ崎駅、流山駅[88][35]。
  - 5月27日 - 本店を東京市赤坂区青山南町4丁目3番地に移転[88]。
- 1918年（大正7年）4月 - 馬橋駅—大谷口駅間に仮乗降場を設置[88]。
- 1922年（大正11年）11月15日 - 流山鉄道に社名変更[47]。
- 1923年（大正12年）5月25日 - 資本金を20万円に増資[89]。
- 1924年（大正13年）12月25日 - 1067 mmに改軌して常磐線との貨車直通運転を開始[90]。
- 1925年（大正14年）
  - 6月20日 - 陸軍糧秣本廠流山出張所が、現在の平和台駅南西に完成し、当鉄道が軍用鉄道として位置付けされる。
  - 7月1日 - 松戸を軸に国鉄常磐線の電化運動が始まる[91]。
- 1927年（昭和2年）3月19日 - 国鉄常磐線 我孫子駅—日暮里駅間の電化計画が衆議院で可決[92]。
- 1929年（昭和4年）3月3日 - 流山駅—万上みりん工場間の引込線（万上線）が完成[93]
- 1933年（昭和8年）
  - 4月1日 - 赤城駅開業[94]。
  - 4月8日 - ガソリンカー キハ31運行開始[95]
- 1936年（昭和11年）12月11日 - 国鉄常磐線 上野駅—松戸駅間電化[96]。
- 1937年（昭和12年）1月30日 - 臨時株主総会開催。資本金20万円（4,000株）を4万円（800株）に減資することを可決[97]。
- 1938年（昭和13年）
  - 7月29日 - 臨時株主総会開催。資本金4万円（800株）を20万円（4,000株）に増資することを可決[97]。
  - 6月21日 - 国鉄常磐線電化促進の陳情が拒絶される[96]。
- 1945年（昭和20年）
  - 7月17日 - 走行中の列車が米軍機による機銃掃射を受け、機関士が重傷を負う[94]。
- 1948年（昭和23年）
  - 6月20日 - 臨時株主総会開催。資本金20万円を100万円に増資することを可決[98]。
  - 9月16日 - 国鉄常磐線松戸駅—取手駅間の電化工事起工式が挙行される[99]。
- 1949年（昭和24年）
  - 6月1日 - 国鉄常磐線松戸駅 - 取手駅間を直流電化[99]。
  - 7月31日 - 臨時株主総会開催。資本金900万円の増資を可決[100]。
  - 12月18日 - 臨時株主総会開催。資本金の増資額900万円から600万円に変更し、資本金700万円にすることを可決[100]。
  - 12月26日 - 国鉄からの直流電力購入により全線を電化。
- 1950年（昭和25年）11月30日 - 臨時株主総会開催。資本金を50万円増資が完了し、資本金が950万円になる[101]。
- 1951年（昭和26年）11月28日 - 流山電気鉄道に社名変更[47]。
- 1953年（昭和28年）12月24日 - 小金城趾駅開業。大谷口駅廃止[102]。
- 1956年（昭和31年）8月6日 - 貨車直通が承認される（ワ203）[103]。
- 1957年（昭和32年）3月20日 - 坂川用水堤防敷占用願認可（小金城趾駅）[104]。
- 1960年（昭和35年）
  - 1月16日 - 資本金を3,800万円に増資[105]。
  - 12月24日 - 本店を流山町流山217番地2から東京都新宿区左門町1番地10へ移転[106]。

| 国鉄新松戸駅西側に移転する前の旧幸谷駅。左写真の奥に移転先の幸谷駅がある。右写真の奥の気動車は国鉄常磐線のキニ。（1977年10月23日） |  | 国鉄新松戸駅西側に移転する前の旧幸谷駅。左写真の奥に移転先の幸谷駅がある。右写真の奥の気動車は国鉄常磐線のキニ。（1977年10月23日） |  | 国鉄新松戸駅西側に移転する前の旧幸谷駅。左写真の奥に移転先の幸谷駅がある。右写真の奥の気動車は国鉄常磐線のキニ。（1977年10月23日） |
| 国鉄新松戸駅西側に移転する前の旧幸谷駅。左写真の奥に移転先の幸谷駅がある。右写真の奥の気動車は国鉄常磐線のキニ。（1977年10月23日） |  | |  | |

- 1961年（昭和36年）
  - 2月3日 - 幸谷駅開業[106]。
  - 11月1日 - 本店を東京都新宿区筑土八幡町22番地へ移転[106]。
- 1965年（昭和40年）6月26日 - 赤城駅を赤城台駅に改称[107]。
- 1966年（昭和41年）11月29日 - 本社を東京都文京区本郷1-5-17 三洋別館内に移転[108]。
- 1967年（昭和42年）
  - 4月30日 - 小金城趾駅を移転[108]。
  - 6月20日 - 流山電鉄に社名変更、本社を流山市流山217番地2に移転[108][109]。
  - 7月1日 - 小金城趾駅で列車交換運転を開始。閉塞方式はタブレット式[108]。
- 1968年（昭和43年）
  - 6月3日 - 本店の住居表示変更：流山市流山1丁目264番地[110]。
  - 11月 - 国鉄武蔵野線建設資材の輸送開始（荷主：日本鉄道建設公団）[110]。
- 1969年（昭和44年）
  - 4月 - 流山駅構内に本社屋を新築[111]。
  - 11月 - キッコーマン流山工場引込線（万上線）を撤去[111]。
- 1971年（昭和46年）
  - 1月20日 - 総武流山電鉄に社名変更[111]。
  - 5月26日 - 国鉄常磐線の複々線化に伴い、国鉄と共用だった馬橋駅ホームを本鉄道専用に分離し[112][113]、流山線専用ホームの使用を開始[114]。
- 1971年（昭和46年）10月10日 - 小金城趾駅ビル完成[114]。
- 1972年（昭和47年）11月 - 国鉄武蔵野線の建設資材輸送終了[114]。
- 1973年（昭和48年）4月1日 - 国鉄武蔵野線府中本町駅—新松戸駅間が開業し、流山線の乗客数に影響が出る[114]。
- 1974年（昭和49年）10月1日 - 赤城台駅を平和台駅に改称し、自動券売機を設置[115]。
- 1976年（昭和51年）12月 - レールを37kg/mから50kg/mへ交換（3,000 m）[116]。
- 1977年（昭和52年）
  - 4月1日 - 貨物営業廃止[117]。
  - 4月26日 - 流鉄松戸ビル完成（国鉄松戸駅西口駅前）[117]。
- 1978年（昭和53年）
  - 2月 - レールを37kg/mから50kg/mに交換（3,500 m）[117]。
  - 10月2日 - 国鉄武蔵野線新松戸駅—西船橋駅間開業[118]。
- 1979年（昭和54年）12月26日 - 電化30周年。流山駅の新築旅客上屋に大時計を設置。鰭ヶ崎駅—平和台駅間と流山駅構内のレールを37kg/mから50kg/mに交換[119]。
- 1980年（昭和55年）
  - 2月7日 - キハ31を静態保存展示するために流山市総合運動公園へ搬送[119]。前年に引き続き、レールの重軌条化を実施（37kg/mから50kg/mへ交換（1,400 m）[120]。
  - 12月26日 - 電車検修場を改築[120]。
- 1981年（昭和56年）12月1日 - 二ツ木・西平井信号所新設の工事方法書記記載事項の変更が認可される[121]。
- 1982年（昭和57年）
  - 1月10日 - 幸谷駅を新松戸駅に近付けるため北へ移転し、営業を開始[121][122]。
  - 12月1日 - 信号保安設備をタブレット式から単線自動閉塞式に変更[112][123]。
  - 12月30日 - 坂川橋梁架け換え工事完了[124]。

- 1983年（昭和58年）

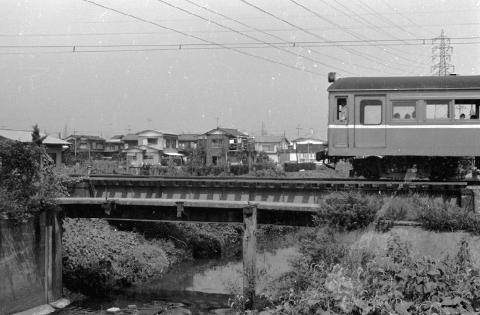
架け換え前のガーダー橋を渡るクハ53（小金城趾駅 - 鰭ヶ崎駅間、1977年9月4日）

  - 6月23日 - 定時株主総会開催。株式の一単位を1,000株に設定[124]。
  - 8月 - 電車検修場にリフティングジャッキを4基設置[124]。
  - 12月23日 - 馬橋—流山間に架線自動張力調整装置（テンションバランサー）を設置[124]。
  - 同年度 - 架線柱[125]の全コンクリートポール化がこの年度（1983年4月1日から1984年3月31日まで）で完了[120]。
- 1984年（昭和59年）1月31日 - 国鉄との貨車直通取扱を廃止。馬橋駅の共同使用契約を解除[126]。
- 1986年（昭和61年）2月17日 - 最高速度を45km/hから55km/hに引き上げ[112]。
- 1990年（平成2年）2月 - 西平井変電所が稼働。本鉄道自身で直流1,500V電力を本鉄道に供給。場所は鰭ヶ崎駅付近、鰭ヶ崎陸橋の北側[17]。
- 1995年（平成7年）11月 - 1200形「銀河」号が運用終了[127]。
- 2001年（平成13年）
  - 5月20日 - 1300形「あかぎ」号が運用終了[17]。
  - 5月21日 - 完全冷房化・新性能化[17]。
- 2003年（平成15年） - ATS設置（馬橋、小金城趾、流山の各駅）[17]。
- 2005年（平成17年）8月24日 - つくばエクスプレスが全線開業。
- 2006年（平成18年）5月17日 - 昼間時間帯に限りワンマン運転の習熟訓練を開始。
- 2007年（平成19年）11月18日 - 2000形「流馬」号が運用終了。
- 2008年（平成20年）8月1日 - 流鉄に社名変更、同時に路線名を総武流山線から流山線に変更[5][127]。
- 2009年（平成21年）4月29日 - 2000形「明星」号が運用終了。
- 2010年（平成22年）
  - 1月20日 - 5000形「流馬」号が運用開始[127]。
  - 1月23日 - 終日ワンマン運転開始[17]。
  - 8月29日 - 3000形「流星」号が運用終了[17]。
- 2011年（平成23年）
  - 3月11日 - 5000形「流星」号が運用開始[127]。
  - 5月15日 - 3000形「若葉」号が運用終了[17]。これに伴い、3両編成が消滅し、全車両2両編成のワンマン化となる。
- 2012年（平成24年）
  - 3月14日 - 5000形「あかぎ」号が運用開始[127]。
  - 7月15日 - 2000形「青空」号が運用終了。
  - 12月3日 - 5000形「若葉」号が運用開始[127]。

- 2013年（平成25年）

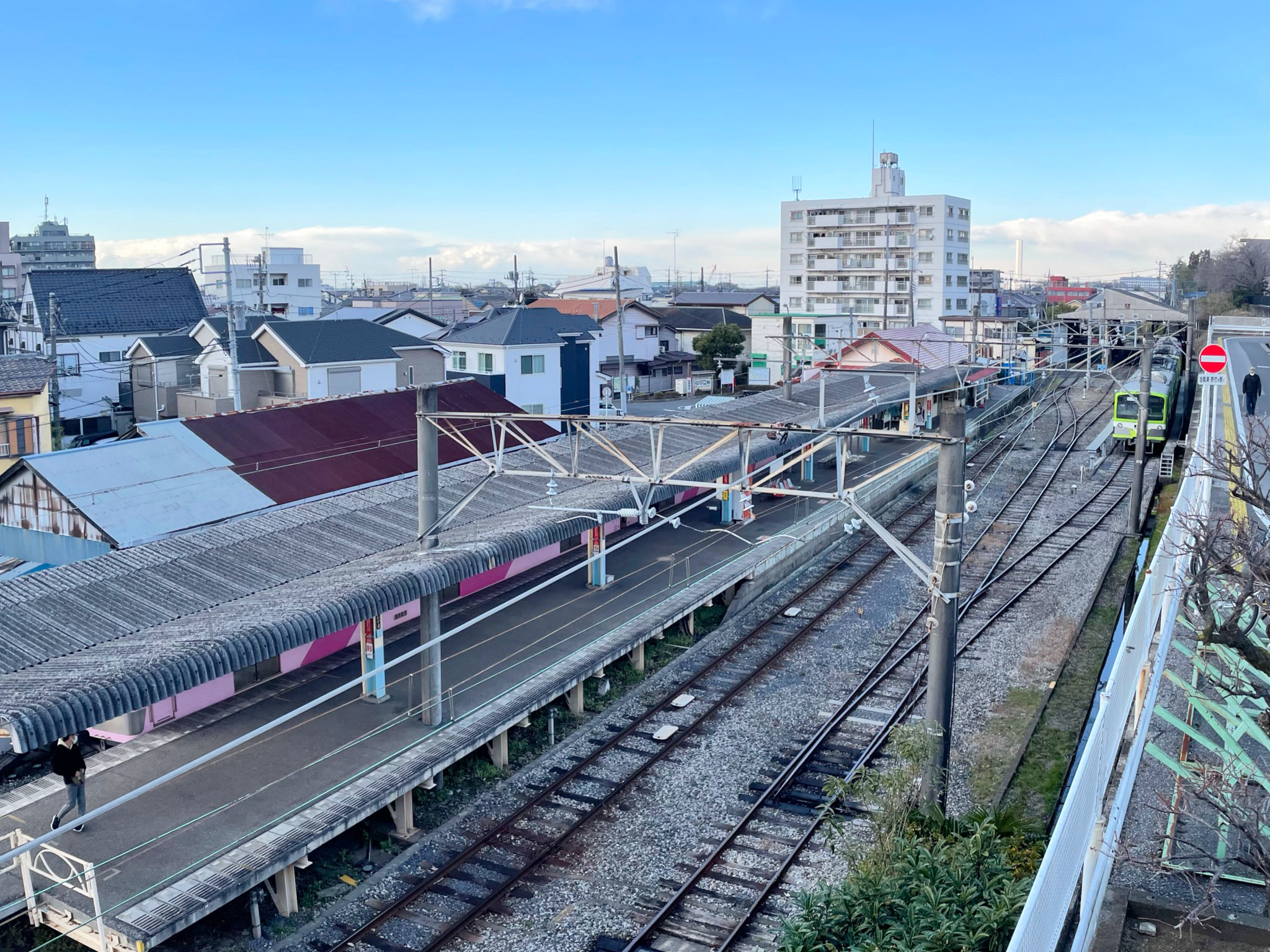
跨線橋から見た流山駅(2021年12月30日)

  - 4月28日 - 2000形「なの花」号が運用終了。これに伴い、車両が5000形に統一。
  - 12月6日 - 5000形「なの花」号が運用開始[127]。
- 2014年（平成26年）7月11日 - 小金城趾 - 幸谷間の踏切で乗用車との衝突で電車が脱線し、乗用車に乗っていた2人が死亡する事故が起きる[128]（詳細は「輸送障害」節を参照）。
- 2017年（平成29年）7月30日 - 5000形「流馬」号が塗装変更のためこの塗装、愛称での運転を終了。
- 2018年（平成30年）
  - 5月 - 駅番号を導入。
  - 8月23日 - 5000形「さくら」号（旧「流馬」号）が運転開始[129]。
- 2021年（令和3年）1月21日- 5000形「流星」号が新塗装になり営業運転復帰[130]。
- 2022年（令和4年）
  - 8月2日 - 折からの猛暑により、レールの温度が2018年に規定値を定めて以来初めて上限の63度を超えたため、レール曲がりの点検を実施すべく、一時運転を見合わせる（レールに異常は無く、運転は再開された）[131][132]。
  - 12月1日 - 5000形「若葉」号が新塗装になり営業運転復帰[133]。
- 2023年（令和5年）7月1日 - ダイヤ改正（本数削減とJR線との接続改善）。
- 2024年（令和6年）4月1日 - 運賃改定を実施。運賃値上げは消費税増税分によるものを除くと、34年6か月ぶり[11][12]。
- 2025年（令和7年）9月14日 - 5000形「あかぎ」号がさようなら記念運転[134]。

## 車両
車両は1994年以降全車が西武鉄道からの譲渡車で統一され、5編成10両の車両（2013年12月時点）が使用されている。各編成ごとに異なる愛称がつけられ、異なる塗色が施されている。2022年時点では「あかぎ」、「なの花」、「若葉」、「さくら」、「流星」の5種類で、全車両が2両編成であり、ワンマン運転開始に伴い行先表示器が幕式からLED式に換装されているほか、ドア開閉チャイムと案内放送、自動の車内アナウンス装置が取り付けられている。なお愛称ごとの車体色は車両が代替わりしても一貫しており、歴代愛称ごとの車体色は「流馬」＝水色、「流星」＝橙色、「あかぎ」＝臙脂色、「なの花」＝黄色、「明星」＝柿色、「若葉」＝黄緑色、「青空」＝紺色、「銀河」＝銀色、「さくら」＝ピンクとなっている。

### 現有車両

#### 5000形
2009年に西武から譲渡された元新101系で、クモハ5000形-クモハ5100形の2両編成。2010年1月20日より「流馬」（3代目）、2011年3月11日より「流星」（3代目）、2012年3月14日より「あかぎ」（2代目）、2012年12月3日より「若葉」（3代目）、2013年12月6日より「なの花」（3代目）が、それぞれ営業運転を開始した。西武時代に種別幕として使用されていた表示器には「ワンマン」と表示している。なお、「流馬」は2018年8月23日より塗装が変更され、「さくら」となった 。「流星」は、2021年1月21日から、「若葉」は2022年12月1日から、共に車体塗装やつり革の色を変更して運行している。
2025年に後述の211系導入に伴い、同年9月14日に「あかぎ」が引退する予定。

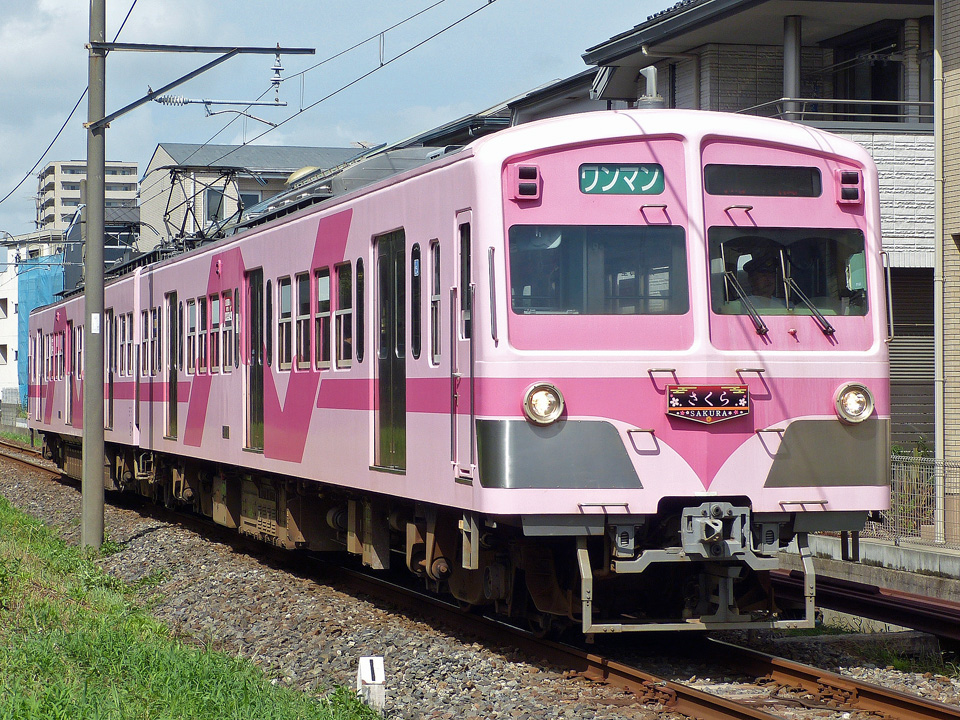
5000形「さくら」（幸谷駅 - 馬橋駅間）
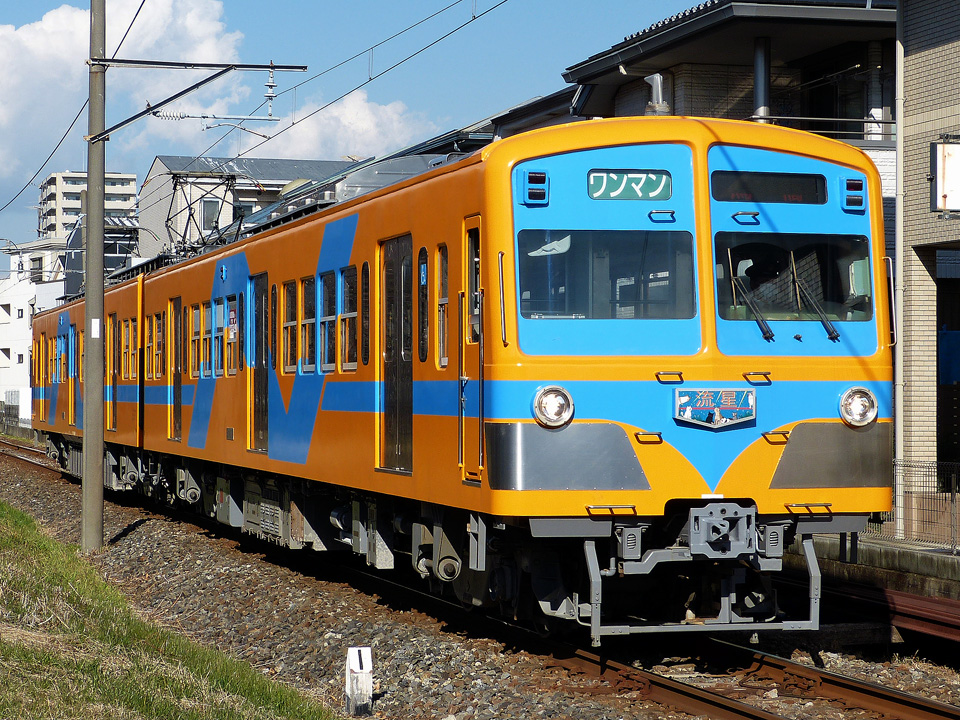
5000形「流星」（幸谷駅 - 馬橋駅間）

### 導入予定車両

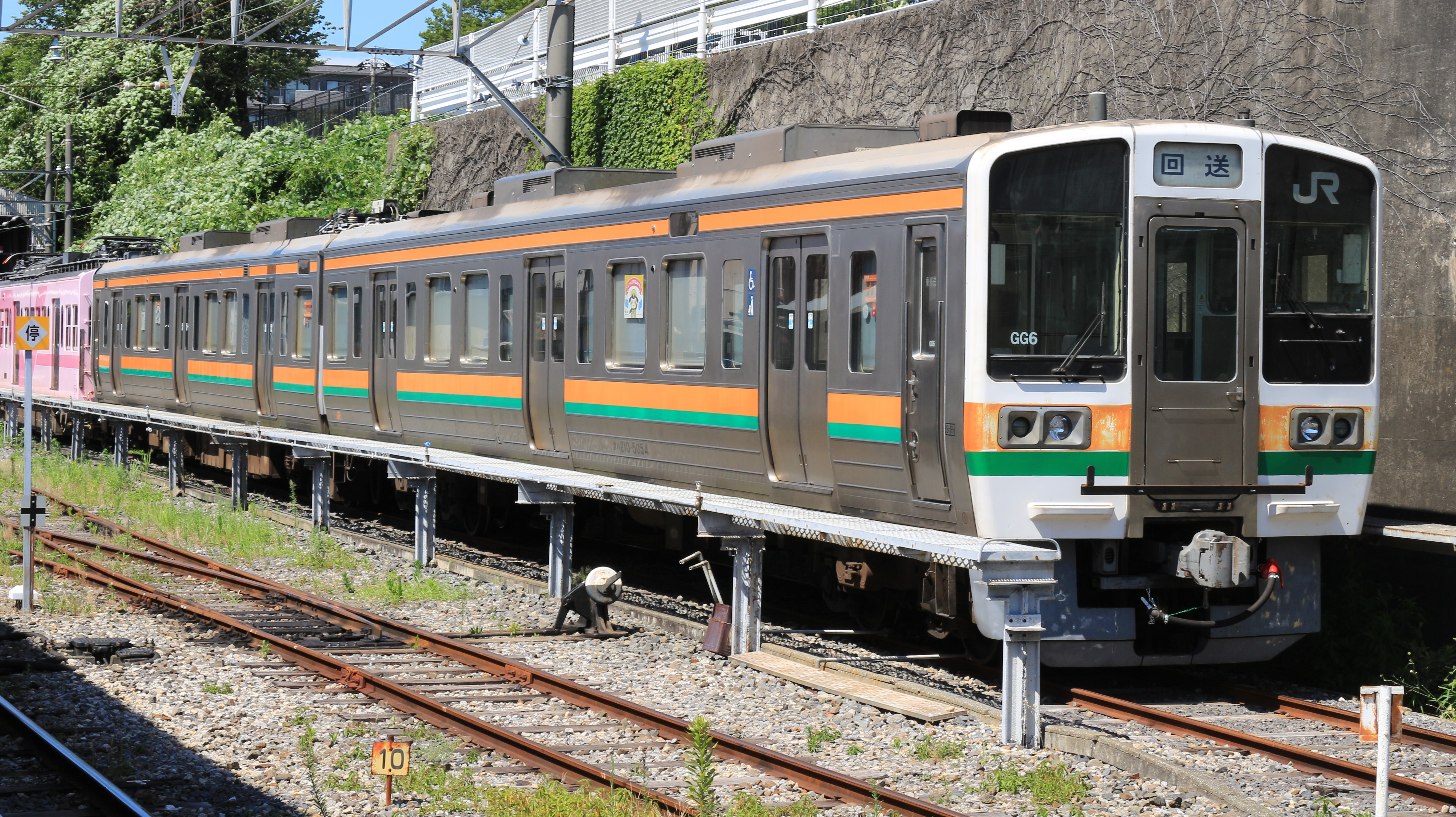
流鉄譲渡後の211系6000番台GG6編成
（2025年7月21日 流山駅）

2025年、東海旅客鉄道（JR東海）から211系6000番台4本を譲受した。検車庫で改造の後、将来的に5000形を置き換える予定としている。この譲渡にあたって流鉄は事前に地上設備の測定をし、問題がないことを確認した上でJR東海に対して譲渡要請の連絡を行い、譲渡が実現した。
2025年7月8日にはGG9編成（クモハ211-6009 + クハ210-5057）が馬橋駅に、翌9日には流山駅検車庫に到着している。この時点では形式名についての発表はない。
今後、ワンマン化改造や全般検査を実施し、2026年度に1編成が竣工する予定となっている。

### 過去の車両

#### 2000形
1994年導入。クモハ2000形・モハ2100形・クハ20形の3形式から成る。元西武701系・801系であったが、老朽化のため、2007年11月に3両編成の「流馬」（2代目）、2009年4月に3両編成の「明星」、2012年7月に2両編成の「青空」、2013年4月28日に2両編成の「なの花」（2代目）が、それぞれさよなら運転を実施して運用を終了した。

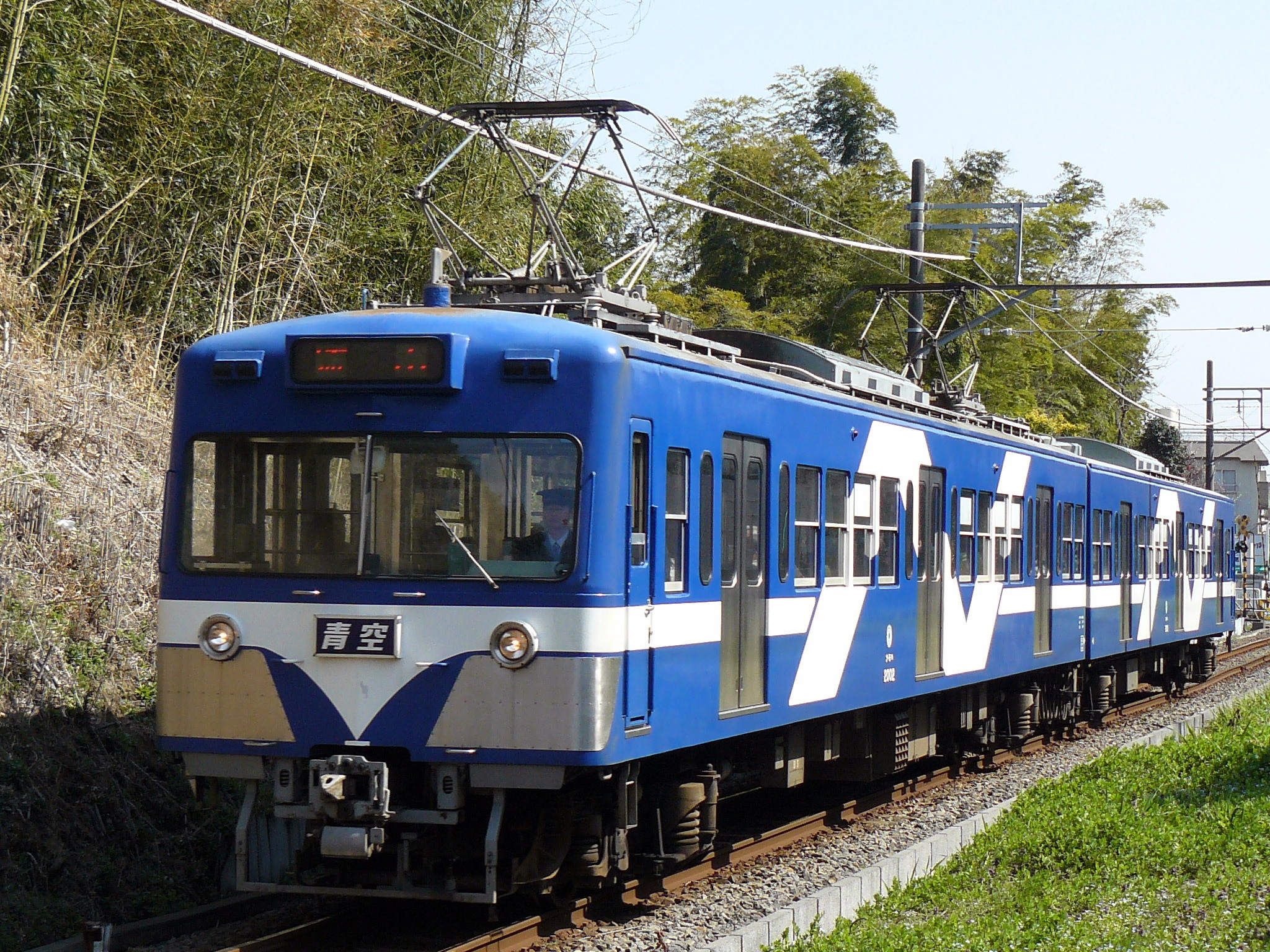
2000形「青空」（2008年）
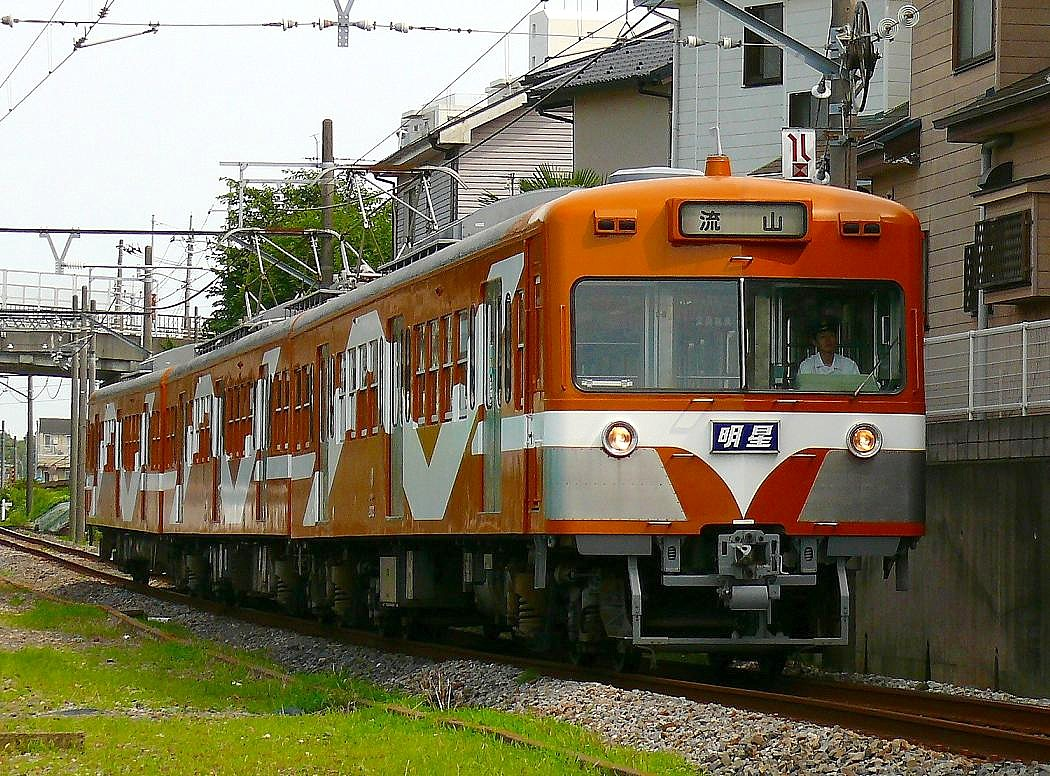
2000形「明星」（鰭ヶ崎駅 - 平和台駅間、2007年6月13日）

#### 3000形
1999年に旧101系を譲受し、「流星」（2代目）と「若葉」（2代目）の3両編成2本としたもの。2010年1月23日のダイヤ改正で定期運用から離脱し、「流星」は2010年8月29日、「若葉」は2011年5月15日に、それぞれさよなら運転を実施して運用を終了した。

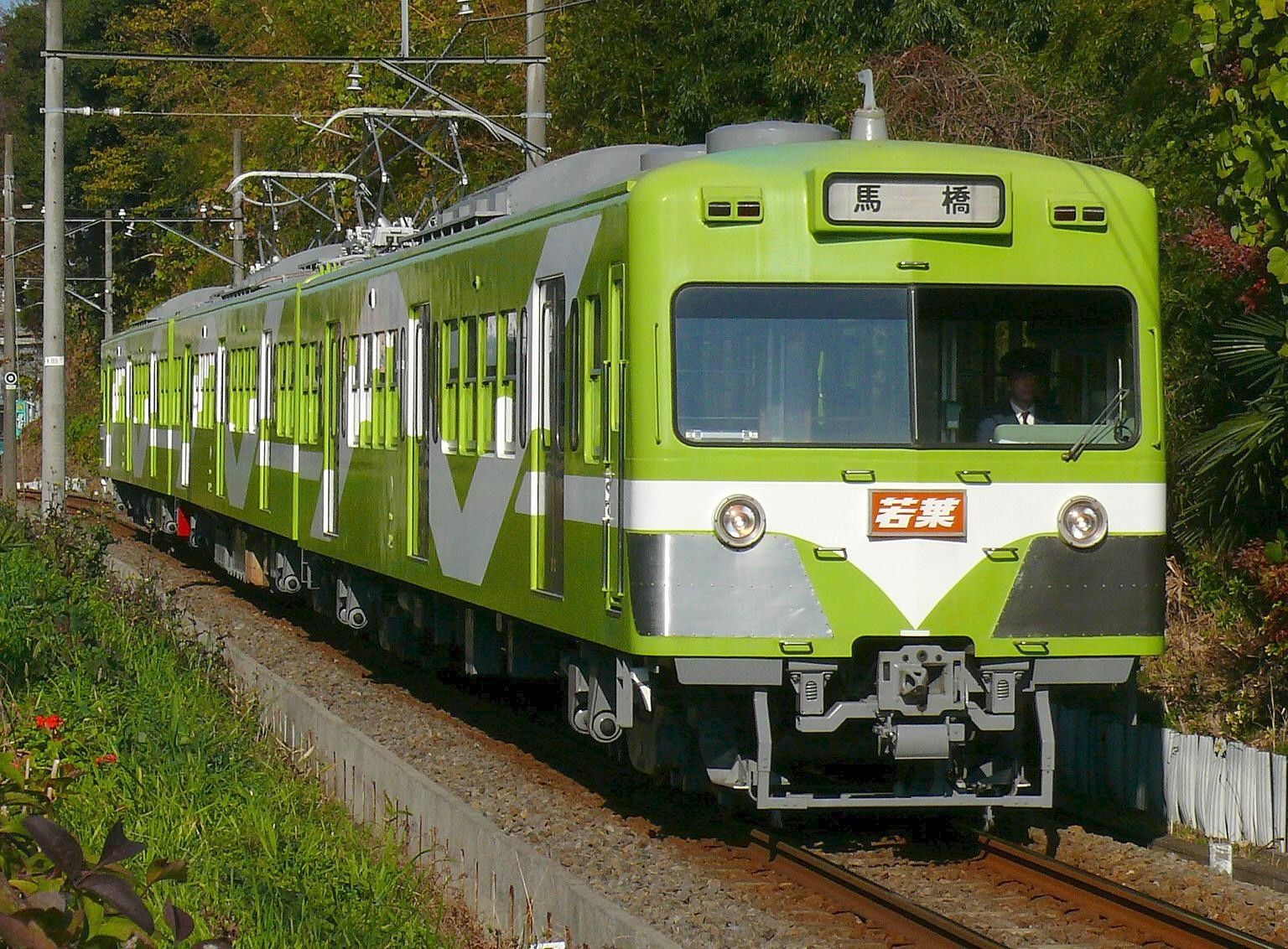
3000形「若葉」（鰭ヶ崎駅 - 平和台駅間、2007年12月7日）

#### 1200形・1300形
1979年 - 2001年在籍。1200形はクモハ1200形・サハ60形・クハ80形の3形式、1300形はクモハ1300形・クハ70形の2形式から成る。いずれも元西武の車両で、501系を種車にした3両編成の「流星」（初代）・「流馬」（初代）・「銀河」・「若葉」（初代）と、551系・クハ1651形を種車にした2両編成の「なの花」（初代）・「あかぎ」（初代）があった。流山線で現在まで続く編成愛称を導入した最初の車両である。

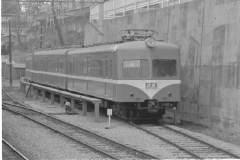
1200形「流星」（流山駅、1979年4月15日）
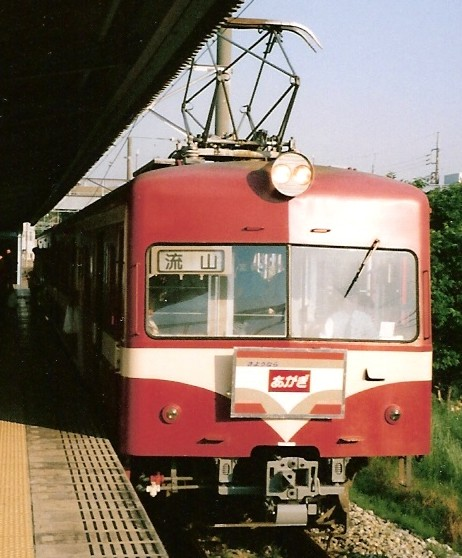
1300形「あかぎ」（2001年5月13日）

#### 電化後の車両（戦前・終戦直後製造車両）
太平洋戦争直後の化石燃料（石炭、ガソリン）事情の悪化に対応するために、戦後初の公選選挙で選ばれた流山町長が中心となって流山鉄道の電化に動き出す。町長は5.7キロメートルの小私鉄である流山鉄道自社で変電所を建設および維持することは採算に合わないと考え、国鉄常磐線の電化を見越して、国鉄から直流1,500Vの電力を購入するために千葉県選出の参議院議員を通じて運輸省に働きかけ、国鉄からの電力購入に成功する。そして本鉄道は常磐線電化から半年後に電化を為し遂げる。電化当初の電車の輛数は3輛であった。

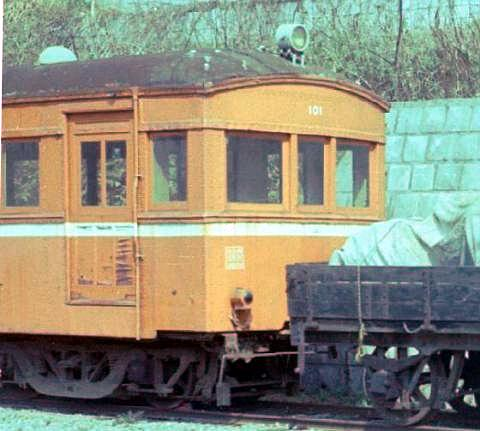
モハ101（流山駅、1977年3月25日）

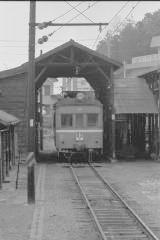
モハ102（流山駅、1979年4月15日）

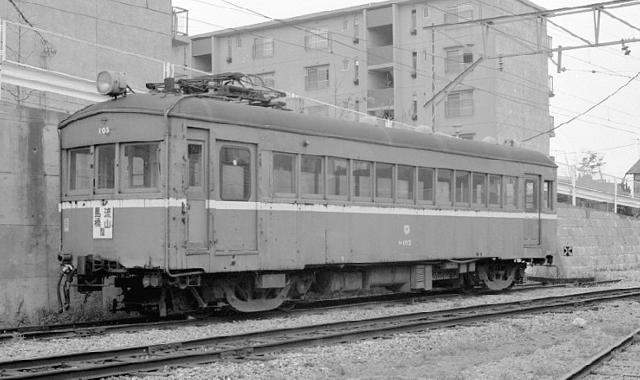
モハ103（流山駅、1979年4月15日）

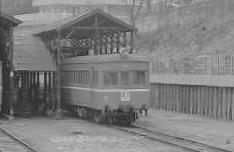
モハ105（流山駅、1979年4月15日）

電化前はガソリンの入手が困難で、ガソリンカーによる定時運行が思うようにいかない状況であった。そのためこの時期には蒸気機関車による旅客列車も復活した。国鉄から客車や救援車、蒸気機関車を借り入れて営業を行ったが、車両の増備は行われなかった。この車両不足の状況は電化によって改善することになる。
1949年末に電化は完成し、国鉄から電車を3両（モハ100形）購入した。その後100形が1両（モハ105）が増備され、クハ51、Mc+Tc編成（モハ1001+クハ52）も入線した。キハ31とキハ32はエンジンを撤去され、付随車として電車に牽引されていたが、電車の増備により廃車となった。

##### モハ100形
モハ100形は、本鉄道電化の際に国鉄から払い下げを受けた車両で、元南武鉄道モハ100形である。台車はボールドウィン製BW78-25A系。単行あるいは増結用として使われていた他、貨車を牽引して混合列車として運行されることもあった。14メートル級半鋼製2扉車である。車体各部には若干の相違がある。通風器は101・103がお碗形、102・105がガーランド形である。3ドア車の入線により増結用として使用されるようになった。100形は本鉄道電化以来使用されてきた車輛のため、電気部品も老朽化が進んでいるため、2輛ぐらいを中間車化を兼て更新する予定があった。
- モハ101 - 1949年に入線した元南武鉄道モハ107。1979年に廃車。汽車会社製であるが、購入に際しては小糸製作所で改修を行い、機械はほとんど新品に換装し、その後も車内等の改装も本鉄道で行っている[143]。座席は木製であった。塗色は緑色であった（1952年1月27日時点）[146]。モハ101の車歴は、南武鉄道モハ107（1928年）→国鉄モハ107（1944年）→流山（1949年）[147]。
- モハ102 - 1949年に入線した元南武鉄道モハ115。1979年廃車。汽車会社製であるが、購入に際しては小糸製作所で改修を行い、機械はほとんど新品に換装し、その後も車内等の改装も本鉄道で行っている[143]。座席は木製であった。塗色は緑色であった（1952年1月27日時点）[146]。モハ102の車歴は、南武鉄道モハ115（1931年）→国鉄モハ115（1944年）→流山モハ102（1949年）[147]。
- モハ103 - 1949年に導入された元南武鉄道モハ106。1979年廃車。汽車会社製であるが、購入に際しては東急横浜製作所で改修している。機械はほとんど新品に換装し、その後も車内等の改装も本鉄道で行っている[143]。座席は木製であった。塗色は緑色であった（1952年1月27日時点）[146]。車歴は、南武鉄道モハ106（1926年）→国鉄モハ106（1944年）→流山モハ103（1949年）[147]。
- モハ105 - 1954年に追加で1両が導入された。元南武鉄道モハ113（汽車会社製）であるが、電装を解除されクハ6002となり、流山電車区で再電装し、両運化された[143]。このような経緯から前述の3両とは微妙に形態が異なっていた。1979年に廃車。車歴は、南武鉄道モハ113（1931年）→国鉄モハ113（1944年）→国鉄クハ6002（1953年）→流山モハ105（1954年）[147]。

なお流鉄モハ100形の全廃と入れ替わりに、東濃鉄道駄知線から後述の流鉄モハ1002-クハ55が入線しているが、この車両とともに使用されていた東濃モハ103・クハ201・クハ202は、流鉄モハ100形と出生の同じ南武モハ100形である。

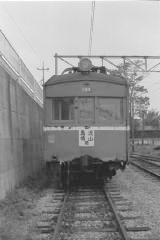
モハ103（流山駅、1979年4月15日）
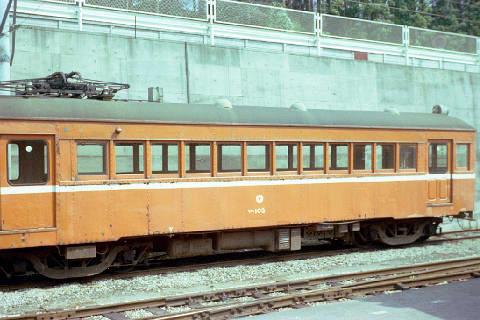
モハ103（流山駅、1977年3月25日）
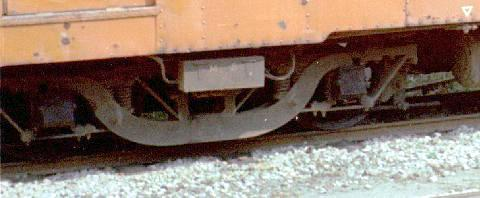
モハ103の台車（ボールドウィン製BW78-25A系）（流山駅、1977年3月25日）
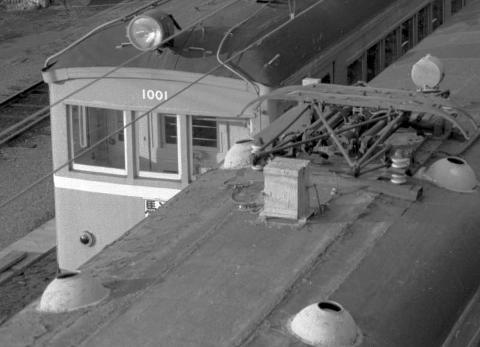
モハ101のお碗型ベンチレーター（写真手前）（流山駅、1977年11月5日）

##### モハ1000形
モハ1000形はクハ50形と組んで2両編成で運用されることが多かった。

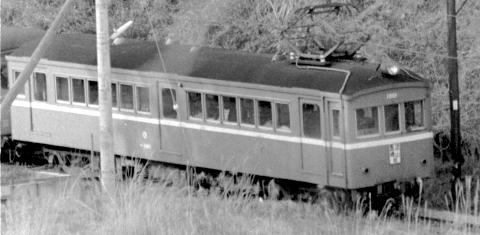
モハ1001（鰭ヶ崎 - 平和台間、1978年3月19日）

- モハ1001（鰭ヶ崎 - 平和台間、1978年3月19日）モハ1001 - 西武クハ1212を1963年に譲受。元武蔵野鉄道デハ1321で、西武所沢工場で改修されたものを購入。同車はこのときに再電装された。車歴は、武蔵野デハ1321（1927年）→西武農業デハ1321（1945年）→西武デハ1321（1946年）→西武モハ222（1948年）→西武モハ216（1954年）→クハ1212（不明）→流山モハ1001（1963年）[147]。窓枠をアルミサッシに取り換え、前面は外板を張り替え、窓下帯（シル）がなくなった[144]。1988年に廃車になった。

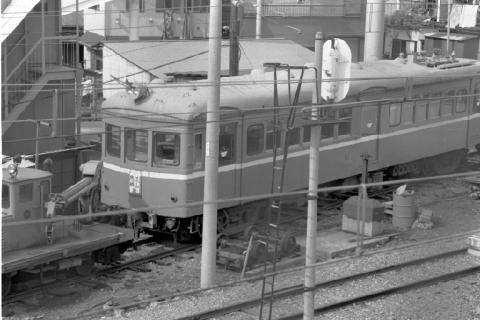
モハ1002（流山駅、1986年11月3日）

- モハ1002（流山駅、1986年11月3日）モハ1002 - 1927年に（旧）西武鉄道が川崎造船所で製造したモハ554[148]。東濃鉄道からモハ111を1975年に譲受。東濃鉄道時代にパンタグラフを連結側に移設し、パンタグラフ部分を低屋根化し、車体総張り替えを実施した。流鉄譲渡時に、名鉄住商車両工場で、ヘッドライトのシールドビーム2灯化、アルミサッシ化、運転台を中央から左側への移設などが行われた[148]。1988年に廃車となった。車歴は、（旧）西武[149]モハ554（1927年）→（旧）西武モハ105（1940年）→西武農業モハ105（1945年）→西武モハ105（1946年）→西武モハ155（1948年）→東濃モハ111（1963年）→流山モハ1002（1975年）[147]。

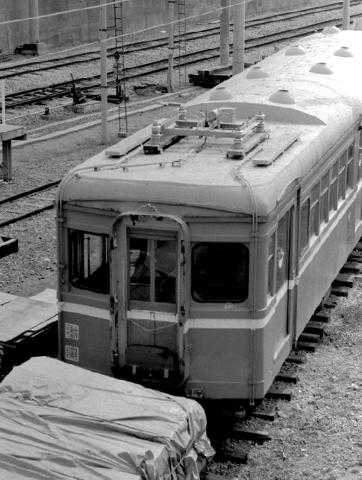
モハ1002の連結面（流山駅、1986年11月3日）

##### モハ1100形

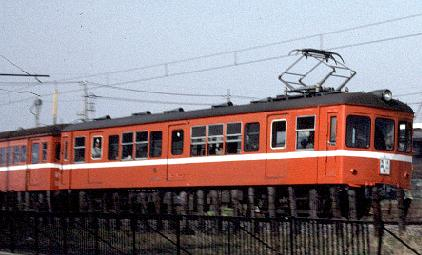
モハ1101（馬橋駅行、平和台駅 - 鰭ヶ崎駅間、1986年3月16日）

- モハ1101（馬橋駅行、平和台駅 - 鰭ヶ崎駅間、1986年3月16日）モハ1101 - 車体は1947年に三井造船玉野製作所製で、京急クハ480形の車体を西武所沢車両工場で更新し、下回りは所沢工場の手持ちの部品を使用している。この時に両運転台化され、ヘッドライトもシールドビーム2灯化された。半鋼製である[150]。流山入線時は最も近代的なデザインの車輛であった。両運転台であるため、1輛でも運転することができる[144]が、新設された方の運転台は貫通路を備えており、クハ50形と組んで2両編成で運用されることが多かった。車歴は、東急デハ5400系（1947年）→京急400（1948年）→車体のみ屑鉄として西武所沢工場へ（1965 - 1966年）→流山モハ1101（1968年）[147]。1994年に廃車。

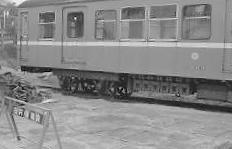
整備中のモハ1101（流山駅、1979年4月15日）
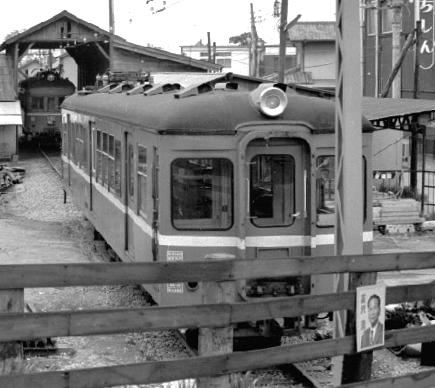
モハ1101の連結面（1979年4月15日）

##### クハ50形
クハ50形は、モハ1000形あるいはモハ1100形と編成を組んで運用された。

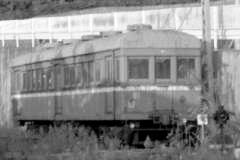
クハ51（流山駅、1977年11月5日）

- クハ51（流山駅、1977年11月5日）クハ51 - 国鉄クハ5601を1955年に譲受。元豊川鉄道クハ60形。モハ100形と編成して3輛運転を行うために国鉄から購入した[144]。いわゆる川崎造船所のでき合いの車輛で、同型車は各地で活躍した。豊川鉄道時代は両運転台であったが、国有化後に片運転台化された。国鉄から譲渡されたときには屋根は雨漏りし、外板各柱とも腐食し、台枠は歪み、窓枠も腐食しているという酷い状態であったが、ブレーキを制御管式に改造し、車体内外を大改修し[143]、台車や通風器は交換された[144]。1970年に休車となり、流山駅構内に留置され、石蹴りの標的になっていた。車体を更新して再度利用する話もあったが[145][151]、1970年代後半に廃車となる。車歴は、豊川附23（1927年）→豊川クハ62（1937年）→国鉄クハ62（1943年）→国鉄クハ5601（1953年）→流山クハ51（1960年）→休車（1970年）[147]。

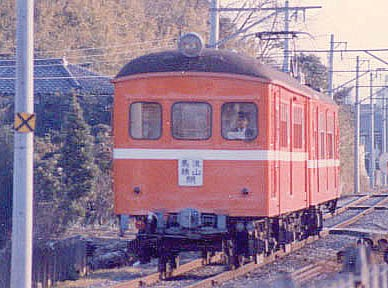
クハ52（1983年12月27日）

- クハ52（1983年12月27日）クハ52 - 西武クハ1215を1963年に譲受[152]。元武蔵野鉄道サハ2321。車歴は、デハ1323→モハ223→モハ217→クハ1213（流山の書類ではクハ1215を購入したことになっている）→流山クハ52[143]。西武時代は密着連結器を装備していた[153]。木製の窓枠の傷みが目立ち、1975年度中に車体を更新する予定であったが[145]、1977年に日本電装で外板と屋根布の張り替えなどの更新を行った[150]。車歴は、武蔵野デハ1323（1927年）→西武農業デハ1323（1945年）→西武デハ1323（1946年）→西武モハ223（1948年）→西武モハ217（1954年）→西武クハ1213（1958年）→流山クハ52（1963年）[147]。1988年に廃車。

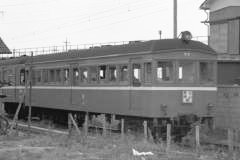
クハ53（旧幸谷駅、1977年10月23日）

- クハ53（旧幸谷駅、1977年10月23日）クハ53 - 富士山麓電気鉄道ロハ901を1969年に譲受。元青梅鉄道モハ103。富士急行で使用されていた車体をそのまま使用[153]。国鉄時代に電装解除されたようだが詳細は不明[145]。車歴は、青梅モハ103（1928年）→国鉄モハ103（1928年）→富士急ロハ300（1949年）→富士急ロハ900（不明）→流山クハ53（1968年）[147]。
- クハ55 - 東濃鉄道クハ211を1975年に譲受。元西武クハ555。名鉄鳴海工場で検査および塗装して流山に入線する[145]。車歴は、（旧）西武クハ605（1927年）→（旧）西武クハ1106（1940年）→西武農業クハ1106（1945年）→西武クハ1106（1946年）→西武クハ1156（1948年）→東濃クハ211（1963年）→流山クハ55（1975年）[147]。1981年に廃車。

|  |  |

#### 改軌後（軌間1067mm）の車両
駿豆鉄道から蒸気機関車2両（No.15・No.16）を借り入れ、後に正式に購入した。客車は国鉄から4輪客車を3両購入し、貨車も国鉄から購入した。1933年から1934年にかけて内燃動力の併用認可を得て、4輪ガソリンカーを2両（キハ31・キハ32）を新製で購入。当時は鉄道で内燃動車が実用化された頃で、経済性とフリークエントサービスを目的に採用した。ガソリンカーの導入により客車は休車となり、その後に廃車。蒸気機関車は貨物および入換専用となった。1938年には国鉄から蒸気機関車（No.105・No.1255）を購入し、No15とNo.16を廃車にした。

##### 蒸気機関車
蒸気機関車は、本鉄道所有機が4輛、国鉄からの借用機が1輛在籍していた。

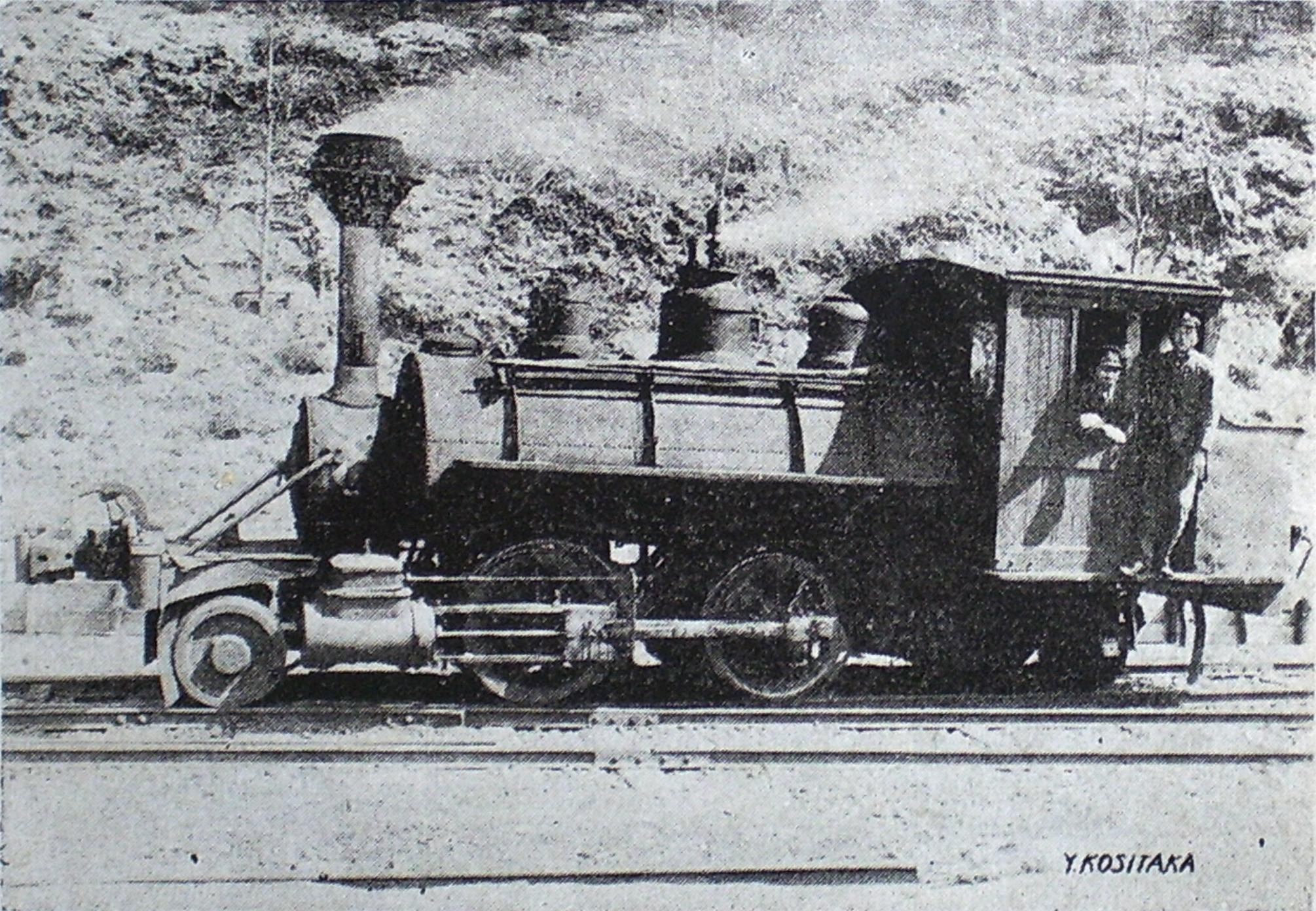
甲2形蒸気機関車（腰高康治）

- 甲2形蒸気機関車（腰高康治）[154]形式 -  甲2[155]、番号 - 15・16、ボールドウィン製B形サドルタンク。車軸配置 2-4-2、動輪直径 953mm[156]、動輪ホイールベース 1,524mm、先従輪直径 610mm、先従輪間のホイールベース 5,398mm、車高〈キャブ屋根〉2845mm。1890年製。北海道炭砿鉄道が輸入し、No.15・No.16となる。その後、1898年に豆相鉄道へ2両共譲渡され、豆相鉄道の電化に伴い1924年に流山鉄道に移り、流山鉄道で最期を迎える[157]。代価は2両で15,800円。1933年にガソリンカーが入線するまで旅客および貨物輸送を担っていたが、それ以降は貨物輸送専門となる。映画『牛づれ超特急[158]』にも出演したことがある。1938年11月14日付でNo.16が、1939年1月16日付でNo.15が廃車となる[159][160]。

No.105 形式図

- No.105 形式図[161]形式 - 105、番号 - 105[155]、B形サイドタンク。車軸配置 2-4-0、動輪直径 1,370mm。1913年に秋田鉄道（現・JR花輪線）カー・スチュアート社から購入した機関車（製番1198）で、秋田鉄道が国鉄に買収された時に「105」という形式が付けられた。1938年に流山に入線した（11月21日付払下認可、1月12日付使用開始）[155]。「105」という番号は国鉄の型式番号をそのまま継承する。貨物列車用および入換用として電化後まで使用される[160]。1951年5月に日車東京支店に売却された。番号については、『鉄道趣味』（No.25）では国有後も秋田鉄道時代と同番号で使用された、とある。秋田鉄道に入線した時の番号は「4.1」（4は動輪数、1は番号を表すそうである）であったらしい[162]。
- 形式 - 1255、番号 -  1255[162]、ピッツバーグ製C形サイドタンク。車軸配置 0-6-0。1897年製。ドームは3個ある[162]。105号機と共に国鉄から購入し、貨物列車用および入換用として電化後まで使用し[160]、1938年から1954年まで走り続けた[162][163]。『鉄道ピクトリアル』（No.20 1953年3月号 p.28）には「1938年11月21日払下認可、1939年4月29日付使用開始」とある。この機関車の経歴は、阪鶴鉄道 No.3（1987年）→高野鉄道 No.3（1905年6月）→南海鉄道 No.3（1922年9月）→庄川水電 No.不明（1925年7月）→新宮鉄道 No.7（1930年頃）→鉄道省 No.1255（1934年7月買収）→流山鉄道 No.1255（1938年11月）。帳簿上はボールドウィン製になっているが、シリンダー上部を石でこすると「PITTSBURGH」の文字が判読できる。太平洋戦争中に機銃掃射を至る所に受けて、その穴を埋めた跡がある（「蒸気機関車No.1255の被弾」を参照）。1952年12月まで馬橋駅での貨車入換専用であったが、ディーゼル機関車DB-1の入線によりその仕事がなくなった[162]。1955年10月25日に流山車庫で解体された（廃車年月日は不明）[159]。
- 借用機

  - 形式 - 1325、番号 - 1325。1911年アルコ・ロジャース製。1944年に国有化された西日本鉄道のNo.8である。この機関車は借用機で、田端機関区に私鉄貸出用としてあった機関車である。電化後に入線して、1951年の春頃まで在籍していたようである。本社の話によると、整備して使用する予定でいたが、余りにも状態が酷くて使用できなかったそうである。同年正月の時点では全体が赤錆ていた[162][164]。

##### ディーゼル機関車
ディーゼル機関車は、馬橋駅での貨車入れ換え用機と1輛在籍していた。

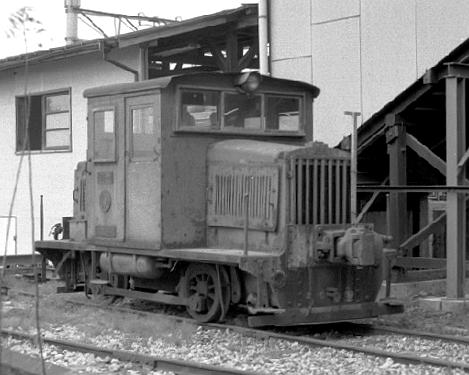
廃車後のディーゼル機関車DB-1（1981年5月15日）

- 廃車後のディーゼル機関車DB-1（1981年5月15日）DB-1 - 森製作所製。凸型B型ロッド式10t機関車。老朽化した蒸気機関車No.1255に代わって導入されディーゼル機関車で、馬橋駅での入換専用であった。1952年12月20日付認可で入線した。エンジンは三菱日本重工製の130PS（2,000rpm）、ホイールベース 2,000mm、車輪径 660mm、製番 3299、プレートには10月製とある。エンジンは馬橋駅側のボンネットにあり、流山駅側には変速機と逆転機、バッテリーなどがある。1966年頃は1日2回程出場して入換作業をしていた。1970年代は休車状態になり、その後は夜間の保線用資材の運搬などに使用された。1975年には保線機械への改造が計画されていた[145]。1977年4月1日付で貨物営業が廃止され、1978年5月31日付で廃車となり、1981年6月に解体処分された[165][162][166][167]。

##### バッテリー機関車
- 番号不明 - メーカー・製造年不明。キャブは木造で、車体は凸型かL型、動力はバッテリーと推察される。馬橋駅構内での入れ換え機である。車籍は本鉄道か国鉄と推察されるが、不明である。1965年1月に馬橋駅構内で稼働していることが確認されている[168]。

##### ガソリンカー
ガソリンカーは、2輛在籍していたが、2輛とも後に動力装置を外され、客車として使用された後で廃車となった。

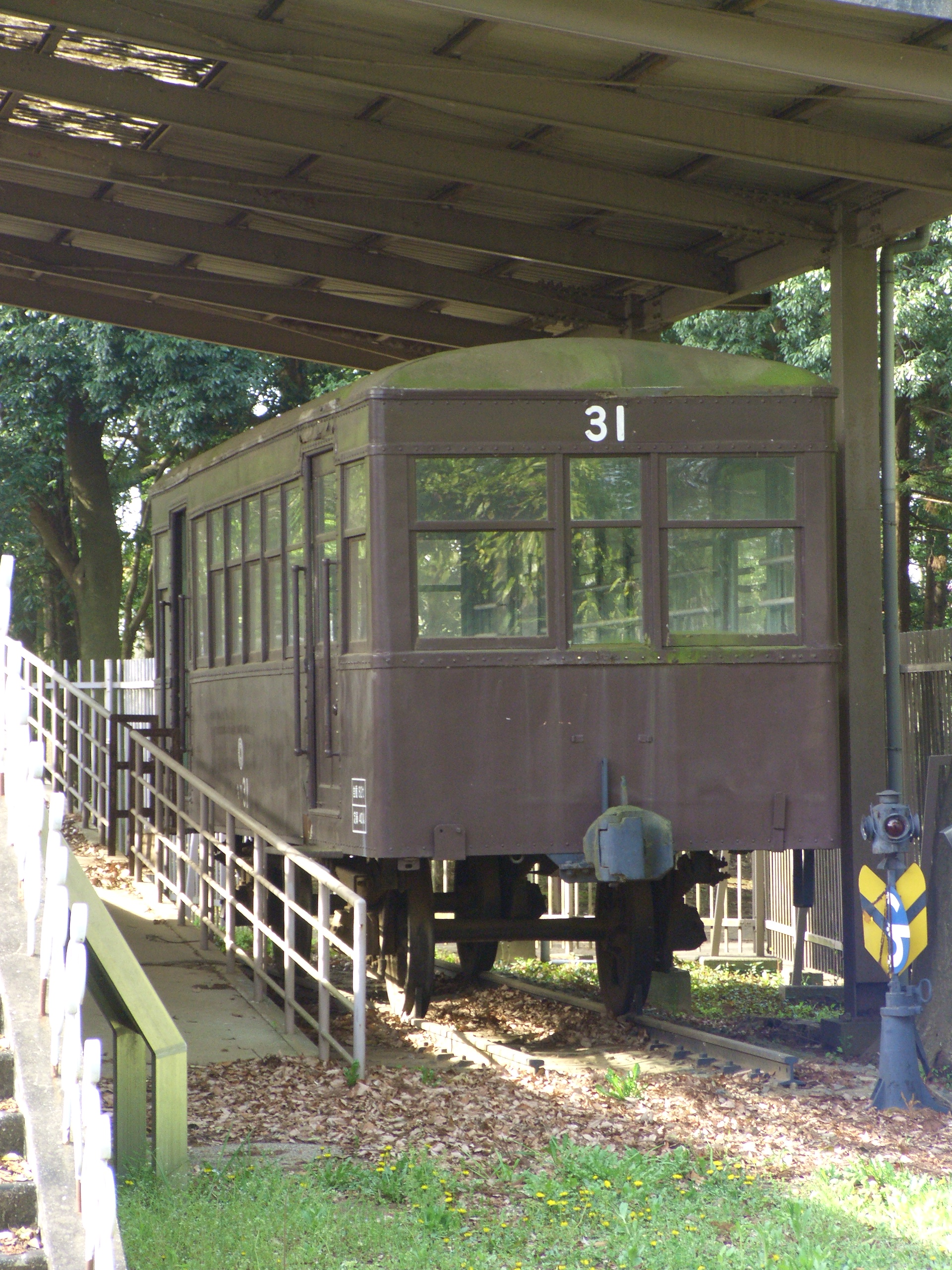
流山市総合運動公園に静態保存されている、1933年 - 1949年に走っていたガソリンカーキハ31形

- キハ30形・ キハ31 - 1933年3月汽車会社製の半鋼製2軸ガソリンカーである（→写真）。定員40名（座席20名）。同年4月から使用を開始し、電化されるまで旅客輸送の主力車両であった。窓・ドア配置は「F3-1D5D1」で、馬橋側に荷台がある。また、ドアにはステップが付いている。エンジンはフォードBB 4気筒 29kW（1600rpm）。座席はロングシート。1952年秋にエンジンと運転装置が撤去され、ラッシュ時に電車に牽引されて使用された。1959年に荷台の部分を窓1個だけ客室を延長してサハ31と改称した（窓・ドア配置は「F3-1D6D1」）。1963年5月15日付で廃車となった[169][166]。なお、キハ31は現在エンジンをおろした客車時代の姿で流山市総合運動公園に静態保存されている。

キハ32形式図

- キハ32形式図[170]キハ30形・キハ32 - 1934年10月汽車会社製の半鋼製2軸ガソリンカーである。車体寸法はキハ31とほぼ同じ。同年12月から使用を開始した。窓・ドア配置は「F3-1D5D1」である。エンジンはウォーケシャー6mS 6気筒 42kW（1600rpm）。当時の燃料事情を反映して木炭ガス発生装置[49]が取り付けられていたのだが、成績不良のため、1944年末に撤去され、その跡は荷台となり、前後両端に荷台を持つことになった。1934年にこの装置が取り付けられた経緯は、政府がその装置の費用の半額以内（最高300円）の補助金を与えたからである[50]。1950年9月にエンジンと運転装置を撤去しサハ32となったが、実際には1949年にエンジンを撤去している。廃車は1963年5月15日付。1966年頃は車体のみが流山で物置になっていた[169][166]。

##### 客車

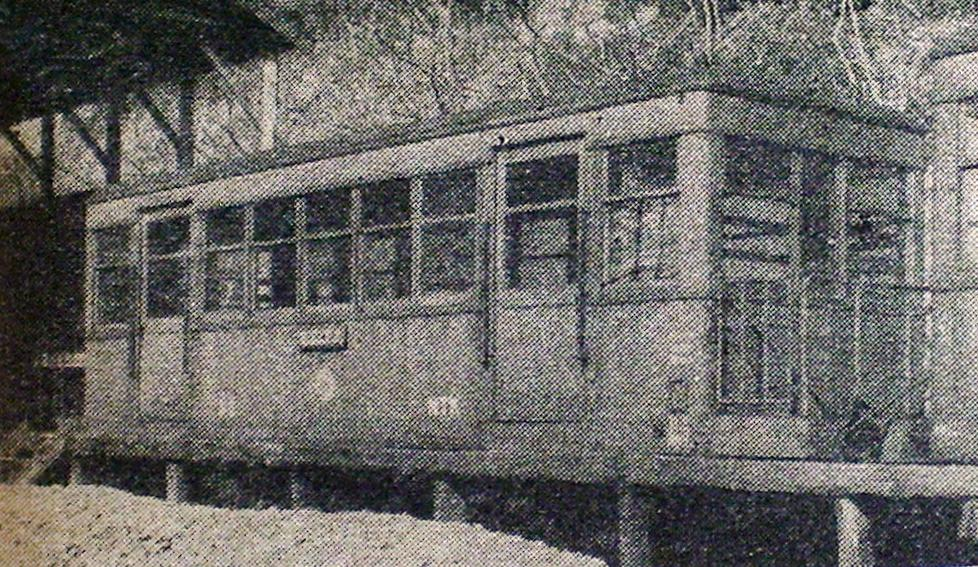
サハ32〔荷台付〕（流山駅、永井信弘）

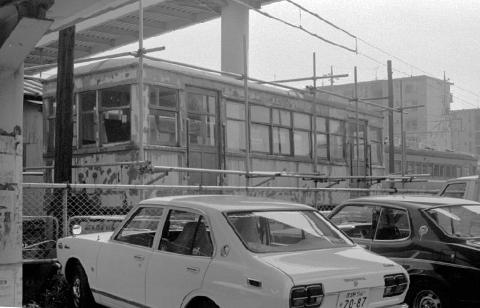
廃車後のサハ31車体〔荷台無し〕（流山駅、1979年9月）

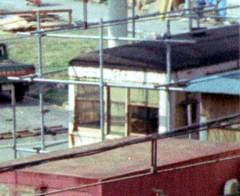
色褪せた廃車後のサハ31車体（流山駅、1977年3月25日）

客車は、本鉄道所有車が5輛（うち2輛はガソリンカーからの動力装置を外した二軸車）、国鉄からの借用車が4輛在籍していた。
- フハ11 - 改軌の際して国鉄から購入した木造4輪2・3等合造車。1923年12月21日付で認可を得て入線。国鉄での車番はフロハ920（形式フロハ920）で、新橋工場製である[171]。初期の国産客車で、非貫通の区分席形[172]。であった。この客車は並等車として使用された。1933年にガソリンカーが入線したため、1937年3月5日付で廃車になった[166]。
- フロハ21 - 改軌の際して国鉄から購入した木造4輪2・3等合造車。1923年12月21日付で認可を得て入線。国鉄での車番はフロハ925（形式フロハ924）で、神戸工場製である[171]。初期の国産客車で、非貫通の区分席形[172]。であった。この客車は合造車として使用された。1933年にガソリンカーが入線したため、1937年3月5日付で廃車になった[166]。
- ハニ1 - 木造4輪3等荷物合造車。山陽鉄道兵庫工場製。国鉄から購入。旧番号はハニ3560（形式3558）。入線は1924年9月30日付で認可を受けた。1933年にガソリンカーが入線したため、1937年3月5日付で廃車になった[166]。
- サハ31 - キハ31の項目を参照。
- サハ32 - キハ32の項目を参照。
- 借用車
  - キハ502 - 1945年1月26日付の認可で、客車代用として国鉄から借り入れ。五日市鉄道→南武鉄道買収車である。1年間使用し、その後、茨城交通ケハ502となった[173]。
  - キハ42000形（42033）- 1948年頃に国鉄から一時的にエンジンなしで借り入れた車両で、電化後に返還された。ラッシュ時には小型ガソリンカーのキハ31とキハ32では輸送力不足なので、この42033を蒸気機関車で牽引して使用した。国鉄へ返還後はガスカー キハ42200形となった[169]。
  - ナハ23818 - 1949年7月に国鉄から借り入れた4輪ボギー客車である。借入代金は1日850円であった。借入後2か月で返還した[164]。
  - ヤ5010 - 1949年10月、国鉄の都合で返還したナハ23818の代車として借り入れ、電化まで使用され、その後返還した[164]。

##### 貨車
貨車は、本鉄道で有蓋車と無蓋車を保有していた。
- 有蓋車

  - ワム301（流山駅、1977年3月25日） ワム301 - 1957年11月に本鉄道で製造[174][175]。1983年には屋根にパンタグラフが取り付けられていた。写真参照。

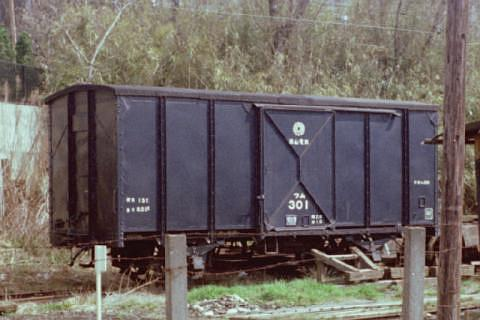
ワム301（流山駅、1977年3月25日）

  -  ワ203 - 木造。1958年5月に庄内交通から購入[174]。

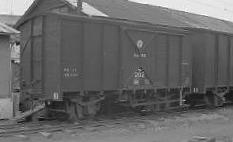
ワ202（流山駅、1979年4月15日）

  - ワ202（流山駅、1979年4月15日）ワ202 - 1957年9月に本鉄道で製造[174]。

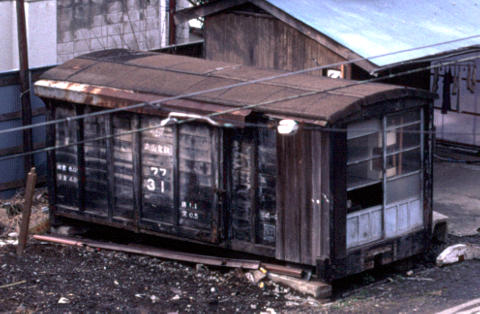
ワフ31。車体は流山駅構内で倉庫として使用されていた（流山駅、1986年3月16日）。

  - ワフ31。車体は流山駅構内で倉庫として使用されていた（流山駅、1986年3月16日）。ワフ31 - 木造[146]。1950年1月に本鉄道で製造した。貨物の減少と車両の老朽化により1965年10月に廃車となった[174]。車体のみ流山駅構内で倉庫代用として使用されていたが、1970年8月の時点では車掌室側妻板が撤去されていたが[176]、その後引き戸が設置された。写真参照。
  - ワフ1 - 改軌の際に国鉄から購入。車番変更あり。ワフ1→ワブ1（1947年廃車）[166]。
  - ワ11
    - 初代 - 改軌の際に国鉄から購入。車番変更あり。ワ11→ワ1（1937年廃車）[166]。木造[146]。
    - 2代目 - 1950年1月に本鉄道で製造。貨物の減少と車両の老朽化により1964年10月に廃車となった[174]。

  - ワ1
    - 初代 - ワ11の項目を参照。
    - 2代目 - 1943年に国鉄から購入。詳細は不明[166]。
- 無蓋車[177]（流山駅、1977年3月25日）無蓋車（流山駅、1977年3月25日）無蓋車

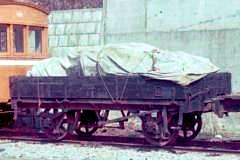
無蓋車（流山駅、1977年3月25日）

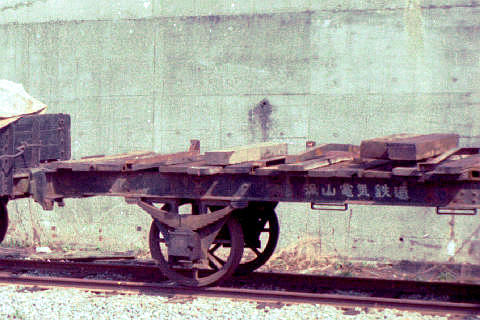
無蓋車（流山駅、1977年3月25日）

  - ト21 - 改軌の際に国鉄から購入。車番変更あり。ト21→ト1（1939年廃車）[166]。
  - ト22 - 改軌の際に国鉄から購入。車番変更あり。ト22→ト2（1939年廃車）[166]。
  - ト1
    - 初代 - 木造[146]。ト21の項目を参照。
    - 2代目 - 1952年1月に本鉄道で製造[174]。

  - ト2
    - ト22の項目を参照。

  - 無蓋車（国鉄の「ト」に相当）- 木造
  - 無蓋車（国鉄の「チ」に相当）- 木造

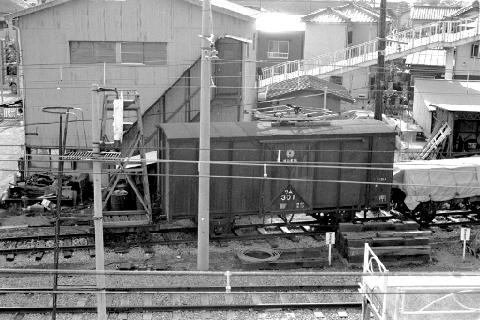
パンタグラフを装備したワム301（流山駅、1983年6月15日）
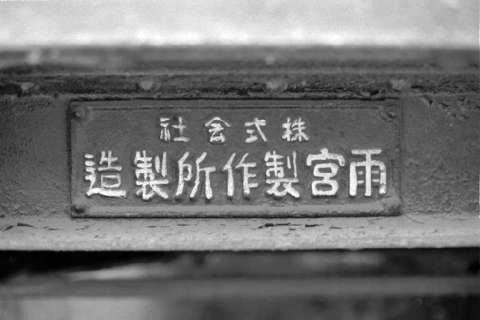
ワム301の台枠に付けられていた雨宮製作所の製造銘版（流山駅、1979年4月15日）

##### 保線車輛等
保線車両等にはキャブ付タンク車、トロッコ、車輛整備時に使用する台車などがある。
- トロッコ - トロッコは本鉄道検車区で製作する[178]。

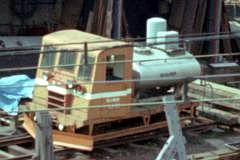
保線車両1（流山駅、1977年3月25日）
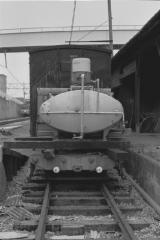
保線車両後部（流山駅、1979年4月15日）
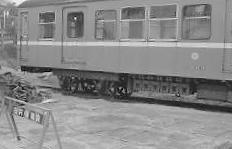
仮の台車を付けた整備中のモハ1101（流山駅、1979年4月15日）
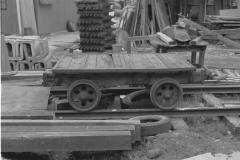
トロッコ（流山駅、1979年4月15日）
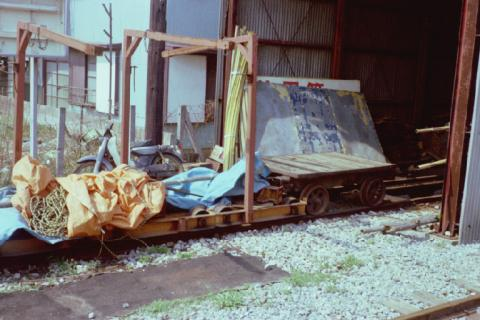
トロッコ、その他（馬橋駅、1977年3月25日）

#### 軽便鉄道（軌間762mm）時代の車両
流山市立博物館に写真が展示されている（2004年時点）。
開業時に準備した車両は蒸気機関車・客車・貨車がそれぞれ2両であり、営業運転上最小限の必要両数であった。この状態は電化時まで続けられた。蒸気機関車のうちC形9t機は使用を中止し、頸城鉄道の3号機（初代）を代わりに購入。その後、雨宮製作所製のB形6t機を購入して3号機とし、1号機を売却。さらに田中鉱山からB形5.7t機を購入して4号機とし、2号機を売却した。

##### 蒸気機関車（軌間762mm）
（※参考文献によって、No.1とNo.2の車歴の記述が異なり、その影響で、この2輛の後継機となるNo.3とNo.4の当鉄道への入線経緯が錯綜することに注意）
- 1号機（No.1）- コッペル製。頸城鉄道から購入[180]（1915年月4日付認可）。1914年製のB形4.7t機。主力機関車として改軌直前まで活躍したが、No.3と交替し、1922年1月26日付認可で東京の永井弥五郎商店へ売却した[139]。本機は二つの動輪の間にシリンダーがある非常に珍しい構造であった[38]。
- 2号機（No.2）- 1909年製のコッペルB形5.2t機。No.1と共に開業に先立ち購入した（1916年3月11日付認可）[139]。ドイツから輸入後の約1年半、川崎付近で土木工事に使用されていたものを購入したと言われている。一説によると、品川駅の後ろの海の埋め立て工事に使用されていたとも伝えられている。土木工事用の機関車であったことは事実のようである[180]。購入時にはすでに相当損傷していたようで、当鉄道では手離したかったが、改軌直前まで活躍し、1924年10月13日付認可で東京本所（現・東京都墨田区）の横田鉄太郎に譲渡した[139]。本機の車歴はこのように伝わっていたが、本機は土木業者・大丸組が品川海岸の埋立て工事に使用していた機関車を当鉄道が購入したがすぐに交換として頸城鉄道へ転出させ、実際には使用されておらず、代わりに入線したがのNo.1であり、それと混同されてしまったらしい[38]。金田茂裕『O&Kの機関車』によれば、1909年製の製造番号 3613 - 3615のうちの1両と推定されている。

- 3号機（No.3）- No.1の老朽化により代替機として購入（1922年4月9日認可）。雨宮製作所製のB形6t機。製造年、前歴などは不明。書類には「既製新品」とある。改軌まで活躍したが、1925年2月21日付で廃車になった[139]。
- 4号機（No.4）- B形5.7t機。製造年、メーカー共に不明。1924年6月18日付認可で田中鉱山（釜石）から入線。No.2の代替機として入線したが、認可時より1年以上早く入線したようである。当機認可時（1924年）には既に改軌認可が出た後であった。改軌後の1925年2月21日付で廃車になった[139]。金田茂裕によれば、2号機と同形の1908年コッペル製の釜石鉱山鉄道16を譲り受けたものとしている。
- 未購入機・代替機

  - コッペル製C形9t機（1911年製）- 設計認可を得たが、購入しなかった機関車である[139]。
  - 水管式6t機 - 製造所などは不明。No.2の状態が悪いため、No.2購入時の服部商店に対して代替機の斡旋を要求し、服部商店は水管式6t機を提示し、1917年1月30日に入線して試験運転を行ったが、成績不良で返還された[139]。

##### 客車（軌間762mm）
- ロハ1・2 - 開業に際して、大日本軌道鉄工部で新造した[181]木造4輪ボギー特並合造車で、認可は1916年3月2日付。妻面3枚窓の非貫通、両端デッキ、側面の窓は8個。室内はロングシートで、室内灯は油灯であったが、1924年に電灯に改造された。改軌後は廃車となり、小坂鉄道に売却されハ10・ハ11となり、後に有蓋荷物緩急車ホニ1・ホニ2に改造された[159][181]。ホニ1・ホニ2の主要諸元は、台車ホイールベース 1,016mm、車輪直径 610mm、台車中心間 4,267mm[182]。車内には3HPの発電用ガソリンエンジンを搭載していた[181]。

##### 貨車（軌間762mm）
- ワフ1（有蓋車）- 4トン積み。大日本軌道で新製。改軌に伴い廃車[159]。
- トフ1（無蓋車）- 4トン積み。大日本軌道で新製。改軌に伴い廃車[159]。
- 4輪緩急車 - 大日本軌道で新製。改軌に伴い廃車[159]。

## 輸送障害
鉄道運転事故は1994年度の踏切障害事故（小型トラックと列車の衝突、負傷者なし）を最後に起きていなかったが、2013年度に馬橋駅 - 幸谷駅間の踏切で自転車と接触する踏切障害事故（負傷者なし）が起きた。
2014年7月11日には安全報告書に記載された初の死亡事故として、小金城趾駅 - 幸谷駅間の踏切で流山駅発馬橋駅行き普通電車（5000系（5102-5002）「流星」2両編成）と乗用車が衝突し、電車の1両目前半分の車輪が脱線する事故が起きた。千葉県警の調べでは乗用車に乗っていた男性と女性は骨盤が折れるなどの重傷を負い搬送先の病院で死亡を確認、電車の乗客約20人のうち男性1人が体の痛みを訴えて病院に運ばれた。現場の踏切は遮断機と警報機がない第4種踏切で、車1台が通行できる程度の幅しかなく、運転士は「踏切内に車が見えたので警笛を鳴らしたが、ブレーキが間に合わなかった」と話している。事故後、全線不通となり翌12日午前7時15分に運転を再開した。運輸安全委員会から公表された事故調査報告書によれば、脱線の原因は衝突した乗用車が列車の台車に接触したためで、踏切に乗用車が進入した理由については特定できなかった。2015年度版安全報告書によると、民家の出入口が踏切という特殊な宅地構造が根本的な原因であり対策を検討中とし、また、直ちに踏切表示器を設置して注意を喚起することとした。
その他の輸送障害（列車の30分以上の遅延や運休）の発生件数は以下の通りである。
| 年度         | 2004 | 2005 | 2006 | 2007 | 2008 | 2009 | 2010 | 2011 | 2012 |
| 障害発生件数 | 2    | 5    | 0    | 1    | 1    | 0    | 3    | 2    | 2    |

## 登場する作品等
- 牛づれ超特急（1937年東宝映画） - ボールドウィン製サドルタンク機（形式 - 甲2）が登場する
- 小さな旅（NHK）- 1994年2月13日の放送で流山線も紹介。取材は同年1月19日から1月25日にわたり行われた[190]。
- すすめ!!パイレーツ - 千葉県に本拠地を置く架空のプロ野球球団を描いたギャグ漫画。登場人物が総武流山線で銀河鉄道999ごっこをするエピソードがある。
- 任侠流山動物園 - 浪曲『清水次郎長伝』をベースにして動物園を舞台にした三遊亭白鳥作の新作落語。噺の中に流山線が登場する。
- 普通の女子校生が【ろこどる】やってみた。 - 作中に登場する鉄道路線「流川線」のモデル。2015年には本作とのコラボ企画が実施されている。
- サンプラザ中野のオールナイトニッポン - 流山線の乗車率を250%にしようという企画「国鉄民営化記念・乗車率250%道場」を行った。

## 流山線に関する研究資料
- 山下耕一「常磐線の流山通過案と流山線敷設について - 線形からの考察」『流山市史研究』16号  2000年、流山市立博物館、p75 - p105。流山市立図書館 蔵。
- 飯島章「日本鉄道土浦線の路線策定をめぐって - 龍ヶ崎・流山の鉄道忌避伝説批判」『茨城史林』18号（1994年）茨城地方史研究会 編、筑波書林、p28 - p46。国立国会図書館 蔵。
- 伊藤晃「証言で綴る - 流山と空襲」『流山市史研究』創刊号  1983年、流山市教育委員会。流山市立図書館 蔵。
- 松戸市誌編さん委員会 編「第9章 鉄道の発達と江戸川水運の衰退 / 2 鉄道の開設とその影響」『松戸市史』松戸市役所、1964年。松戸市立図書館 蔵。
- 野口冬人「総武流山電鉄」『ローカル私鉄の旅』刊々堂出版社 発行、星雲社 発売、1980年12月25日 新装1刷発行 エラー: 日付が正しく記入されていません。（説明）。
- 吉川文夫 文、廣田尚敬 写真「総武流山電鉄」『カラー 日本の私鉄1 ローカル編』（初版）山と溪谷社、1976年9月15日 発行 エラー: 日付が正しく記入されていません。（説明）。
- 林嶢 編「流山電気鉄道（1960年撮影）」『とれいん増刊 “電車の風景” No.1』プレス・アイゼンバーン、2003年。
- 北野道彦 文、秋元恒 絵「ふるさとを歩く（1）流山駅」『流山わがまち』Vol.1  1979年4月、流山わがまち社。流山市立図書館 蔵。
- 吉川文夫「チビッコ ガソリンカー」『とれいん』No.41  1978年5月号、プレス・アイゼンバーン。
- 曽根悟（監修） 著、朝日新聞出版分冊百科編集部 編『週刊 歴史でめぐる鉄道全路線 公営鉄道・私鉄』 21号 関東鉄道・真岡鐵道・首都圏新都市鉄道・流鉄、朝日新聞出版〈週刊朝日百科〉、2011年8月7日。